# ウルトラ忍法帖
『ウルトラ忍法帖』（ウルトラにんぽうちょう）は、御童カズヒコによる日本の漫画作品。『コミックボンボン』（講談社）にて、1992年8月号から2001年3月号、2002年7月号から2005年12月号まで連載。平成16年度講談社漫画賞受賞。略称は『ウル忍』。

## 概要
ウルトラシリーズのヒーローや怪獣をモチーフとした忍者たちの活躍を描いたギャグ漫画。1992年から連載されて以来題名を変えつつ長期にわたって連載され、2001年3月号で一端連載は終了したが、2002年7月号から読者の希望で復活し、2005年12月号まで連載した。第99話は100話直前記念で刑事物の番外編が作られた。
タイトルは『疾風ウルトラ忍法帖』『ウルトラ忍法帖寿』『ウルトラ忍法帖超（ウルトラ）』『ウルトラ忍法帖輝（フラッシュ）』と変遷。基本的にはギャグ漫画だが、シリアスなエピソードもあり、寿の荒神流編や超の虓魔王編などギャグ要素がほとんど廃された長編も存在する（一方、これら長編直後はそれまでの雰囲気をぶち壊しにするような荒唐無稽なギャグが展開される）。
コミックスは『疾風』『寿』が全5巻、『超』が全4巻、『輝』が全2巻。『疾風』の本当の最終話は『寿』の第3巻に収録されている「いらっしゃいませ! 「ゾフィール」へようこそ!」である。これは『寿』が始まったときまだ発売されなかった『疾風』の収録話を『寿』として統一したためのズレである。コミックス版では『疾風』の最終話が5巻の『ねずみ小僧レオ吉登場!』になっている。また『超』の102話と最終話はコミックスには未収録である（101話と103話は『輝』に特別編として収録された）。コミックス版では『超』の最終話が4巻の「さがせ! ウル忍埋蔵金」になっている。2012年には『疾風』分の完全版を謳った新装版が「御童ギャグ版ウルトラマン ウルトラ忍法帖シリーズ」として復刊ドットコムより全3巻で刊行されている。
2015年には「コミックス未収録32話を含めた完全版」を謳った電子書籍版がeBookJapanよりリリースされたが、2018年にウルトラシリーズの版権を持つ円谷プロダクションがeBookJapanとの配信契約の更新を打ち切ったため、同年5月28日をもって電子書籍版の配信は一度終了。その後、2024年8月29日にeBookJapanより再配信され、同年9月27日からはAmazon Kindleなど他の配信サービスでも取り扱いが開始された。

## あらすじ
平和な鶴亀の国を脅かす朧党の忍獣達と、正義の忍者ウルトラ忍者（ウル忍）が対決する。また、朧党以外の悪の組織との戦いも描かれる。

## 登場人物

### ウル忍
鶴亀の国を守る正義の忍者組織。ゾフィーを頭領（通称「お頭」）、マンをリーダーとしている。詰所はゾフィーの屋敷（初期はウルトラの里）で、会議や緊急招集などでメンバーが集まる。主な任務は基本的に朧党から、鶴亀の国を守ることだが、これ以外にも市中見回りや犯罪の取り締まり、朧党以外の悪の組織との戦闘を行ったりもしている。また、連載初期では、海外の事件にも出動している。一度マンがネオ朧党の首領となって、ウル忍を裏切った際には他にも裏切り者が続出するほどの事態に発展しているが、基本的にメンバー同士の信頼関係は高い。若いころのゾフィーの夢だった、「自分が才能を認めた者を集め、忍者組織を作る」ことが結成理由となっている。
マン
主人公。ウル忍の実質的リーダーでバカ忍者。頭は空だが、武芸は洗練されており、投げた手裏剣を全て一発で敵の急所に当てるなど、忍者としての実力は高い。第1話から最終話までほぼ全話出演。かつては捨て子だったが、任務実行中のゾフィーに拾われ忍者へと成長する。年齢は30歳くらいで、つるかめ7年12月17日生まれ（先述通り捨て子なので、戸籍上の仮のものと思われる）のギョウ座。干支はかものはし。給料は月給2万5,000円。
ふざけてばかりでセブンやゾフィーに叱られてばかりだが、シリアス編では生真面目な面が描かれることもある。
体術、火炎忍法、馬鹿忍法などが得意で、スペシウム光線で敵を倒すこともある。頭は閉開式になっており脳が異常に小さく計算ができない。一度脳が耳から流れ出たり、脳が爆破されてしまったことがあったが、脳が無くなっても本人に異常は無いどころか、逆に無い方が頭が良くなる。カラータイマーは炊飯器になっており、原案とは違い、取り外しても命に関わることはない。短気で喧嘩っ早い上に強い。いつも拾い食いをしているが、何を食べても腹はなんともなく、むしろ腐ったものが好きらしい。拾い食いをする癖を利用され、罠だと気付かずに落ちている物（主に腐った饅頭）を食べて、それが事件につながることも多かった。友や恩人に対する情は誰よりも深く、仲間を傷つけたり裏切ったりした相手に対しては、激しい怒りをぶつける。
「ウル忍かわら版」という記事ページにおいて、「本名はハヤタ＝マン。年齢不詳」と紹介されていたが、作品本編内では一度もその名で呼ばれたことはない。また初期の回や忍者免許試験の際には「ウルトラマン」と呼ばれていた。
2度忍小の先生になった。1度目は廊下で立ち小便をしてクビになった。また、冥府羅州が異空間に取り残された時はネオ朧党の首領となり、悪行と贅沢の限りを尽くし遂にはウル忍を壊滅させ、冥府羅州だけでなく他の敵組織も成し得なかった日本征服を完了してしまう。しかしマンが首領であることに不服を抱いた忍獣たちが反発して組織は分裂状態になる。やがて組織同士がぶつかり合う全面戦争に陥り収拾がつかなくなるが、冥府羅州が帰還したことで朧党は再び一つにまとまったことで笹比羅たちは去ってしまい、同様に裏切ったエースたちにも逃げられたことでネオ朧党は消滅。何食わぬ顔でウル忍に戻ろうとする（一応屋敷の前でゾフィーたちにちゃんと謝罪するべきか悩んではいた）が、この時ばかりはゾフィーの怒りも頂点に達して、ウル忍をクビになり居候先だったお頭の屋敷からも追い出されてホームレス状態となったが見かねたティガの計らいと笹比羅の友情に免じて復帰が許され、お頭と和解を果たした。
最終話で長年の激闘が原因で心臓が弱りきっていたことが発覚する。後述の医者、杉田卵白から戦うことを止められた状態で、流れ者の忍獣に誘拐されたティガを助けるために戦い、勝利して無事救出するが、その戦いの末に心臓が限界に達して命を落とす。しかし悲しみのあまり暴走した21の超能力を受けて復活、さらに心臓も以前より強靭な物となった。そして駆けつけた仲間や朧党の面々から手荒い祝福を受けながら復活した喜びを分かち合い、読者に向けて別れの挨拶をしたところで物語は締めくくられた。
セブン
マンの相棒で尻拭い的存在。幼いころに「一番強くなりたい」という理由でゾフィーの元を訪れ忍者の道へ進む。修行時代はマンのライバル的存在で仲は悪かったが、ある事件によって深い友情が芽生えた。技術に秀で、女装は非常に完成度が高く、その出来映えはマンから別人と疑われゾフィーが思わず一目惚れするほど。第1話からほぼ出ていたが、タロウ、エースが登場すると次第に出番が減少するようになり、レオが登場して以降長らく登場しなかったが、寿の3巻で再登場して今に至る。
冷静沈着でマンのバカさには困り果てているが、やや天然じみたところもあり、たまにマンに突っ込まれたりもする。基本的にクールで大人びているが、血の気の多い一面も持つ。マンが朧党に寝返った時は友情から攻撃できないと無抵抗になるが、調子に乗ったマンに攻撃されブチ切れたことがある。こうなったらマンでも敵わない。時にはワイドショットやアイスラッガーで敵をやっつける。
長年を重ねたケガの影響で、ときどき右腕が痺れてくる。それが原因でウル忍を辞したがシリアス編ではウル忍と共闘することもあり、超では右腕の痺れもリハビリを行い回復しつつあるようだ。今は「やきとりの鳥七」の店主。家族は妻のくノ一アミアと息子の21（ツーワン）。年齢はマンと同じくらいで、アミアから「30歳にもなって」と言われたことがある。店主として再登場した後はレギュラー扱いになった。
商売に関してはシビアで、金がないからと、マンの来店を門前払いしてしまうこともある。
マンがネオ朧党首領になった時は、仲間たちがどんなに慌てても「仕事が忙しい」と不干渉を貫いていた。しかし冥府羅州を異空間から呼び戻すために21の力を借りる局面になると、寝起きの機嫌の悪い21を起こす役割を引き受けた（その後、暴れた21にボロボロにされ、救急車で運ばれた）。
マン同様「ウル忍かわら版」にて「本名はダン＝セブン。年齢不詳」と紹介されていたが、やはり本編中では一度も呼ばれておらず、『疾風』第1話の初登場時では「ウルトラセブン」と名乗っていた。原作同様カプセル怪獣も所有しているが、使用したのは連載初期のみ。なお忍者免許は毎年マンが更新しているため免許自体は失効していない。
ミクラス
セブンのカプセル怪獣の一体。牛型。
将軍やマン達に「ボロゴン」「チロル」「ゲレゲレ」と呼ばれ、自分にはミクラスという名があると泣き出した。
ゾフィー
ウル忍の頭領で、ウル忍メンバーからは「お頭」と呼ばれている。左目に眼帯をかけているが、その下の目は実は健在。若いころに捨て子だったマンと任務中に出会い、その時に身体能力の高さと精神力の強さから素質を見いだしたことから保護し、忍者へ育てた。そうした経緯から普段は些細なことで喧嘩をしながらも親子のような絆で結ばれている。
常識的な人物で、血の気の多いマンやセブンを宥めたりマンのバカにはほとほと困り果てているが、実際は自分も同等に短気でバカ。連載初期から移動費を要求したマンに、手裏剣だけでなく誤って財布を投げてしまったり、ある作戦では先に潜入した仲間と合流した際の合言葉を忘れてしまうなど、どこか抜けている点があった。忍者としては一流だが戦闘は苦手で、朧党の忍獣に重傷を負わされたり、ウル忍2軍との直接対決ではあっさり敗退している。レストラン「ゾフィール」も経営していたが、後に経営状態が悪化。「鶴亀城のピンチ」と誤魔化してメンバーの給料を勝手にピンハネして経営を維持しようと企んだが、将軍の証言によりピンハネがバレてしまいウル忍たちから袋叩きに遭って結局店も潰れた。元々スケベな部分はあったが、輝編以降は巨乳大好きの要素が強調されるようになった。人望は薄いが部下に対する思いやりは持っており、シリアスな長編では頭領に相応しいリーダーシップを発揮する。虓魔王編では敵に捕らえられ、虓魔王の体に取り込まれ人質にされてしまうが、不屈の精神力を見せて檄を飛ばしたことで挫けそうになったマンたちの闘志を呼び戻した。眼帯を外し髭を剃った素顔はマンにそっくりである。前述のウル忍かわら版によれば、本名は「ゾ＝フィー」。
タロウ
マンの弟分。忍者小学校に通っており、学園の生徒会長を務める。疾風の2巻で初登場。
本人曰く「忍者より医者のほうが儲かるから」という理由で「傷治療」「麻酔注射」などの医術が得意。年齢は10歳。幼いころは泣き虫で甘えん坊で腹黒さと残酷さを持っていたが、次第にウル忍唯一の常識人となり、作中で欠かせないツッコミ役に落ち着いた。将軍の隠し子の疑惑もある。疾風シリーズではマンたちには敬語で話していたが、今は普通にため口で話している。素顔は角と背丈以外はセブンそっくりであり、挫流鈍に角を食べられてしまった時はマンにセブンに間違われた。虓魔王との戦いの際、炎鬼キリエロイドによって殺されてしまったが、21の力で甦った。
レオと共に小学校ではモテモテらしい。給料は月給2万円。
エース
貧乏な渡世人で、長屋に住む。疾風の4巻で初登場。最初は行き倒れていたところを冥府羅州に救われ（冥府羅州の持っていたポテトチップスを半ば奪い取った）、彼に「ウル忍が悪の組織」と吹き込まれたため、ウル忍の敵として登場。その後、真相を教えられたこととマンに焼肉を奢られたことで、ウル忍の仲間となった。以降はマンを「アニィ」と呼び慕うようになった。得意技は剣術の「無宿殺法」。一人称は「あっし」で登場初期は語尾に「〜でござんす」と付けて喋っていたが、途中から「〜でやんす」にかわった。
タクワン、梅干が大好物。貧乏でも働くのは嫌い。マンと同様一桁の計算が出来ないほどに頭が悪い。じゃんけんのライバルにエースキラーがいる。27歳。血液型はO型。マン曰く「普段はただのアホな貧乏人だが、本気を出せばオレに匹敵する実力者」。荒神流との最終決戦では、ウル忍ほど足が速くないため遅れて参戦したものの結果的に伏兵という形でウル忍の窮地を救う活躍を見せた。これがウル忍の反撃の契機となりマンからも「エースがくりゃあ百人力」と言われた。里帰りの回の台詞から身寄りはいない様子（エースキラーの話で、自分が死んだら、上州のおっかさんに渡してほしいと、マンにお守りを託している）。
正確にはウル忍ではなく、アルバイト料（タクワン10本と梅干30個の現物支給）をもらっている協力者という立場。また、剣術の腕は誰にも負けないものの、忍者ではないため光線技は使えるが忍術の心得が無く、メンバー総出で将軍に化けた際には、一人「あっしは忍法使えないでやんす」と嘆いていた。一方で虓魔衆に洗脳され、マンやセブンと同士討ちを行ってしまったり、ネオ朧党の首領となったマンに慰められウル忍を裏切ったりと一員となった後も、敵として登場したことも度々あった。
梅干を「梅子」と名付けて娘としてかわいがっており、タロウの頼みで新入生のいない忍小に入学させた。しかし、その日の夜に誤って食べてしまった。しかも、食べてしまったことにも気付かず、翌朝、うんこと一緒に種だけが出てきて初めて気付く始末。
かなりの偏食家（異食の方が正しいとも言える描写も有る）で、ごはんや味噌汁、漬物に砂糖を山盛りかけて食べたり（歯磨きでも歯磨き粉と一緒にまぶすしまつ）、ふすまを破いてしゃぶしゃぶにして食べたり、ゴミを集めて食べたりしている。また、マンがネオ朧党の首領に就いた時は焼肉であっさり寝返り、ネオ朧党の大幹部に就任。その後は地位を利用して各地のおいしいものを食べ歩いたが、タクワンと梅干しが無いと食事をした気がしないらしく、何を食べる時も常にタクワンと梅干しを添えていた（本人曰く「根っからの貧乏人」）。ネオ朧党の消滅直後は「ほとぼりが冷めるまで旅に出る」と言って姿を消してしまう。マンやレオと違いお頭との和解の描写は無く、再登場した際には関係が修復されていた。
全日本貧乏友の会に所属しており会員番号は4649番で、本人は「ヨロシクと呼べる」という理由で気に入っている。一度は火の不始末から自身が住む長屋が全焼してしまい、家も着る物も全て失った超貧乏になってしまうが、その時は川原に穴を掘ってサバイバル生活を送ることで生き延びていた。
レオ
マンのもう一人の弟分。10歳。給料は月給2万円。初期はレオ吉と呼ばれていた。疾風の5巻のコミックス最終話で初登場。
ウル忍で一番すばやい。ウル忍になる前は義賊の「ねずみ小僧」だった。アストラという弟がいる。アストラが病気になったが貧乏で医者に見せられないで死んでしまい、この世から貧乏をなくすために義賊になったと言っていたが、真っ赤なでたらめであった。本当はアストラも死んでおらず、好きで泥棒をしている大泥棒であり大嘘つきのお調子者でもある。他人の技を盗んで使える盗術が得意。
タロウとは同期でクラスメートでもある。学校では図書委員を任されている。タロウと同様に炎鬼キリエロイドによって殺されてしまったが、21の力で甦った。
パンツはブリーフ派。嫌太売須との泥棒勝負でパンツを抜き取られ晒されてしまう。しかしレオは嫌太売須の脳味噌を抜き取って勝利した。マンが朧党の首領になった時は、面白そうだからと寝返って幹部になった。冥府羅州が復帰してネオ朧党が崩壊するとマンを見限り再びウル忍に戻る。この時は反省文を書いてゾフィーに謝罪の意思を見せたのでクビになることはなかった。
ティガ
マンを慕う8歳の少年忍者。寿の第2巻に初登場。マンのことを「先生」と呼んで慕う。
マジックが得意で、当初はティガマジックを駆使して活躍したり迷惑を掛けることが多々あった。後にダイナの道場に入門してからは空手で戦うことが多くなる。登場初期は「ズッコケが下手」という理由でなかなかマンに認めてもらえなかった。
努力家だが幼さから気合が空回りすることも多く気配読みがあまり得意でなく、超が付くほど泣き虫。気が小さいが考え込みまくることで「よーし、へっちゃら」と逆境を乗り越える。マンがクビになった際は他のメンバーが見放していた中でティガ一人だけは心配しており、ホームレスになった時も差し入れをしたり居候させるなどしていた。輝以降は特技を余り発揮せず、忍獣に倒されてしまったり人質にされたりと、未熟な面が強調されるようになってしまった。マンやタロウと活動することが多かったためなのか、登場回数は先に登場したゾフィー、レオよりも多い。
本誌掲載時、初登場回の扉ページに「主役交代」というコピーが付いていたが、実際は主役はマンのままだった。
原作のようなタイプチェンジ設定はない。
つるかめ25年11月17日生まれの射手座。好物はチョコレート。干支はハムスター?。給料は月給1万5000円。
ダイナ
ティガの空手の師範。寿の3巻で初登場。「荒神流」の六代目。初期は「ダイナ流」を名乗っていたが、後に「真・荒神流」と改める。マンに「隙が1つも無い」と言わしめるほど（逆にダイナから見ればマンは隙だらけ）だが、一方で人質を取られた際に何の策も無しに正面から敵の誘いに乗るなど、「正々堂々すぎる」とも言われる。
セブンには昔、世話になったことがある。シャドーという、共に修行したことのあるライバルがいた。
当初は門下生がティガしかいないせいで貧乏であり、生活費に苦慮する姿が描かれていたが、荒神流との戦いの後は門下生が増え、生活も改善された模様。
本作品における真面目キャラであるが、効くわけが無いのに花粉に突きや蹴りで対抗したせいで鼻水を流したり、美女の巨乳を必死に見ないようにしていたところを倒されるといった情けない一面も。特に花粉の件は荒神流編直後だったこともあり、ティガにまで「先月までは格好良かったのに…」と嘆かれていた。マン曰く「真面目すぎるのが弱点」。
ティガ同様タイプチェンジ設定はないが、単行本の表紙などを見る限りストロングタイプのようである。気功のような技を会得しているが、ソルジェント光線やフラッシュサイクラーなどの光線技は使用できない。しかし第100話で他のメンバーと共に光線を出している描写が1コマだけある。
虓魔王編以降しだいに出番が減ってゆき、第100話では最近の出番の少なさを嘆いていた。輝ではさらに出番が無く、朧党とのサッカー対決以降は最終回まで登場しなくなってしまう（怨霊党では戦いに参戦していたことがセブンの口から説明された）。
ガイア
異世界のウル忍。『超』の1巻で初登場。仲間や両親が虓魔王という闇の存在に殺され、その魔王を追ってウル忍の世界に来た。マンたちと共に、虓魔衆と戦った後は、ゾフィーに仕えることになるが、後述のようにぞんざいな扱いを受けることもあり、ウル忍が給料をもらう時も登場しなかった。
虓魔王編からの登場ということもあり、かなり真面目。虓魔王編直後はただのギャグ演出に大真面目に反応して恥を掻いたりと、それまでのシリアスな作風との落差に付いて行けず、「僕はギャグ漫画に向いていない…」と嘆いていた。それゆえに作者のみどーに存在を忘れられることも多く、万蔵さんのラーメン屋の手伝いにも呼ばれず、土壇場でラーメン屋の窮地に訪れるだけなど、扱いがぞんざいであった。ダイナ同様、真面目すぎるのが弱点とされる（美女の巨乳に迫られた時はパニックに陥ってダイナ共々倒されてしまった）。
同じく真面目キャラのダイナと気が合ったようで、虓魔王を倒した後は彼の道場に居候しており、荒神流剛武館で指導員をしているらしい（輝の最終回）。
21
セブンとアミアの息子。1歳ぐらい（?）。虓魔王すらも恐れる強大な超能力の持ち主であり、赤子だがかなり強く、シリアスな長編ではその秘められた不思議な力が逆転に繋がることが多い。寝起きが悪く機嫌を損ねると周囲を破壊するほどの被害を与える念力を発揮する。

### ウル忍2軍
ウルトラマンナイスをリーダーとする軍団。何もせずに遊び呆けてばかりいたマンたちに怒った将軍が雇った。親切を売りにしており、ニセセブン以外は戦闘はあまり強くない。レオは一時期、「ニセウルトラマンレオ」を名乗って参入していた。将軍に気に入られマンたちの代わりにウル忍となったが、ウル忍の座を賭けてマンたちと勝負するも負け、将軍が惜しがって2軍として雇った。2軍の割に待遇は1軍のマン達より遥かに良い。ニセセブン以外は2回しか登場しない。作中の活躍としては、初登場時にマンとゾフィーが手柄欲しさに朧党に頼んで出現させた忍獣を倒した程度だが、怨霊党との戦いの際は参戦していたらしい。最終回にも登場しない。
ウルトラマンナイス
ウル忍2軍のリーダー。寒い駄洒落が好き。つまらないが将軍は気に入っている。
ニセウルトラマン
本物のマンと違って親切で優しい。口癖は「子供は国の宝」。原典と違いザラブ星人が化けているわけではない模様。
イーヴィルティガ
本物のティガと同じ少年忍者。2軍で一番出番が少なく、セリフもほとんど無い。
ニセウルトラセブン
2軍の強さ担当。ロボットで体が鋼鉄製のため、手裏剣や光線技が通用せず、素手の攻撃も強力。機械でありながら本物のセブン同様持病（?）があり、胸が悪く時々血の代わりに部品を吐いて壊れてしまい、肝心なときに役に立たないことが多い。町でステーキ屋「牛七」をやっている。故郷は日本とは思えない西部劇に出てくるような町峰曽多村で、ガラガラヘビが生息している。
マンの体が朧党が生み出したウイルスによって機械化した時はロボット仲間が増えると喜んでいた。

### 鶴亀の国の住人
ウルトラの父
寿城に住む鶴亀の国の将軍。寝小便たれ、バカ、わがままで将軍とは思えない発言もするので威厳は皆無に等しい。また、窃盗を命じたり、人気ゲームソフトを買い占め転売を目論むなど、将軍にあるまじき行為を働くこともあった。不死身。
将軍という立場からその身を狙われることが多く初回から暗殺の標的にされ、何度も城を破壊されたり朧党の策略で将軍の座を追われるなど、不幸な目に遭うことが多い。
強権を使ってウル忍に無茶な命令を出して困らせることもあるので、全く尊敬されていない。戦闘能力は弱く朧党の少年忍者にあっさりと負けてしまったこともある。
エレク
寿城の家老。作中では数少ない常識人でいつも将軍のわがままに付き合わされている。弱い。
アミア
元くの一。男女差別に敏感で、禁句は「女のくせに」（ただし彼女自身は「男だったら」などの発言をしている）で、この言葉を聞くと激怒して手が付けられなくなる。一時はレギュラーだったが、タロウが登場すると出番が激減し、エースが登場するのと同時に一度消えた（ウル忍としての最後の登場はザラガス戦）。ウル忍にいたころは、お色気的要素の強い忍法を得意としていたが、肝心の効果はあまり無い場合が多く、自身も将軍の寝小便の洪水で流されて放置されたりと酷い扱いを受けることもあった。いつの間にかセブンと恋仲になり後に結婚し、現在では2人で焼き鳥屋を営んでいる。
結婚当初はおしどり夫婦だったようだが、21が産まれて以降は怒りっぽくなり、現在ではセブンを完全に尻に敷いている模様。
闇の邪法編では「疾風」以来の忍者装束姿で救援に来た。
ウルトラの母
タロウの母。物凄くスパルタ。少し欲張り。
原典とは違いウルトラの父とは夫婦関係ではない。
コスモス
まじめな8歳の少年。暴力反対なのにキレると大暴れする癖があるので、それを直すためにあちこちで修行している。ハッタリでタクワン大会に優勝し、町外れの古寺を購入し、即身仏の墨海上人と住んでいるらしい。天才的な知恵を持ち、子供ながら教員免許を持っている。陰陽術、中国武術、神仙術などの知識を持つらしい。風のようにあちこちに修行の旅をしているので、「風士」と呼ばれることもある。血を見るのが苦手で、暴れている時でも相手の血を見ると正気を取り戻すことが多い。移動には觔斗雲を使用する。
タイプチェンジするウルトラマンの中では唯一、原典同様に変身する。
墨海上人（ぼっかいしょうにん）
即身仏。そのため動くことが出来ないが、しゃべることができて表情も変えられる（最初は変えられなかったが、マンの様々な悪ふざけがリハビリになったらしい）。結構物知り。超能力を持っており、それを使って移動することが出来る。気のいい性格で普段は飄々としているが、本気で怒らせると冥府羅州と犯゜鈍を超能力でまとめて吹っ飛ばすほど強い。
マックス
元はパワードの後輩だったが、ダダとの一件で日本へ逃げ込んだ。アメリカ生まれでも日本語は凄く上手らしい。アメリカに親類のおばさんがいる。
キヨシ
ダイナの道場の門下生。ティガより年上だが、後輩でティガをティガ先輩と呼ぶ。努力家で家でも足がボロボロになるまで練習しており、ダイナにも一目置かれている。みんなから「キヨシちゃん」と呼ばれている。
マメ
ダイナの道場の門下生。ティガより年上だが、後輩でティガをティガ先輩と呼ぶ。坊主頭。みんなから「マメちゃん」と呼ばれている。

### 鶴亀国立忍者小学校
鶴亀国にある小学校。教師は80先生だけ。近年の少子化と学歴社会の影響で生徒が減り、新入生が1人もいない入学式を行ったことがある。最後はタロウたち全校生徒合わせて10人1クラスだけの複式学級状態になり、生徒を増やそうと努力したものの騒動を起こして廃校になってしまった。跡地は忍者幼稚園となった。
禁愚和尚（きんぐおしょう）
鶴亀寺の和尚でウルトラ族一の物知りだがボケをかます。忍者小学校の校長でもある。
80先生
忍者小学校唯一の教師。そのため1年生から6年生まで全ての学級を担当しており疲労が激しい。勉強だけで忍者になったため、忍者の知識はあるのだが実際の忍者としての経験が無く、技術は全く無い（12クラス教えるために、分身の術などを使用しており、ある程度の忍術はできる模様）。生徒思いの熱血教師だが、時たま生徒に無理難題を押し付けるうえ、怒るととても怖い。「超」で久しぶりに1コマだけ登場。
カネゴン
忍小の生徒。泣き虫。朧党首領の息子キミヒロに恐喝された。また、別人のカネゴンがZ屯の回に登場しており、この際は朧党の金庫として、腹にため込んだお金をZ屯への報酬金として吐き出させられていた（Z屯は「汚いがまあいいだろう」と渋々了承していた）。
カロリン
忍小の生徒の女の子。
エレちゃん
忍小の生徒。本名はエレ男。ゲームを楽しんでいた最中にお使いを頼まれ、苛立っていたところを朧党に巨大化させられストレス解消に暴れ回り街を破壊していたが、最後は息子同様に巨大化した母親に説得されて家に帰って行った。元の大きさに戻ったかは不明。
コロちゃん
忍小の生徒。おとなしい性格。朧党の小学校で洗脳されていた際は、凶悪な性格になっていた。
シャドー
忍小の生徒。偶然、ダイナの修業時代の仲間と名前が同じ。朧党の小学校で洗脳された際はカネゴンとカロリンに斬りかかりそうになるが、タロウたちに止められた。
冥府羅州キミヒロ
5年生。冥府羅州の息子。校内不良グループのリーダー。素行が悪く、卒業生の作品を破壊し、80先生に停学を言い渡された際、朧忍小を開校したのを理由に、部下共々退学していった。朧忍小が壊滅後は長らく登場しなかったが、ネオ朧党編にて冥府羅州が行方不明とはいえ首領となったマンに反発して元祖朧党を旗揚げした罵流丹に首領として祭り上げられ、舎弟と共にネオ朧党と激突した。
罵流丹Jr（ばるたんじゅにあ）
キミヒロの子分。4年生。朧党少年忍者隊のメンバーでもある。
屁゜喝嵯Jr（ぺがっさじゅにあ）
キミヒロの子分。4年生。朧党少年忍者隊のメンバーでもある。
M1号（えむいちごう）
キミヒロの子分。6年生。口癖は「フンガー」。

### 朧党
忍獣を使って鶴亀征服を狙う悪の組織。目的が低レベルで陰湿的なこと（饅頭やテレビゲームを盗んだりする）が多いが、本気になるとウル忍が全滅の危機に陥るほど強い。冥府羅州が若いころにあちこちの悪の組織を潰して吸収して大きくなった。連載初期のころは貧乏に苦しみ、野宿生活に陥ったこともある。基地は初期では木製だったが、ある物で再建に成功して以降は鉄板製に変わった。一度、冥府羅州が過去に潰した組織「怨霊党」の策略によりたくさんの裏切り者が出たことがある。冥府羅州が行方不明になった際はマンを首領とするネオ朧党を立ち上げたが、マンのやり方に反発した忍獣たちが元祖朧党、本家朧党、怪夢瑠党といった派閥を組んで離反したこともあった。虓魔王編で共闘したせいもあり、虓魔衆打倒後は悪の組織でありながら善人化した上にウル忍と仲良くなってしまったが、冥府羅州が山ごもりの修行で悪の心を思い出させて元に戻った。
冥府羅州烈風斎（めふぃらすれっぷうさい）
朧党首領。疾風の第1巻の2話で初登場。
知能はマンより少し上ぐらいで賢いとは言えないが、ずる賢さは天下一で、本気になればかなり強い。鶴亀の国の征服を狙い様々な悪事を企てるが、要領が悪くまたツメが甘いためにいつもマンたちに阻止され、ひどい時は自滅してしまうこともあるほどのバカ。マンとはライバル関係にあり登場回数は彼に次いで多い。共通の敵が現れたときにはウル忍と共同戦線を張ることもあり、完全な悪に徹することは少ない。キミヒロという不良息子がいる。年齢は60代。日本酒が好き。
失敗した部下や裏切り者には容赦が無いが、それ以外の時は基本的に部下思いで信頼も厚い。死亡した部下はきちんと弔っているらしい。実際にマンが一度寝返って味方になった時は厚遇していた。虓魔衆との戦いの後、一人だけ鶴亀町に戻ることが出来ず延々と時空を彷徨い、万蔵さんのラーメン屋で次元が開いたが、体がつっかえて動けず仕舞いであった。その間にマンに朧党首領の座を奪われていたが、その事実を知ることはなかった。
子供が大好きで、マンとレオが朧党の悪巧みで赤ん坊になった時、始めは殺すつもりだったが結局攻撃できずかわいがってしまった。特に21にはメロメロで、生まれたと知った時はお祝いを持って挨拶に来た。21と動物園に行ったり、一緒に風呂に入ったりと仲良くしていて、アルバムを5冊分も撮り貯めしていたが、後に部下への示しのためと全て燃やしてしまった。
トイレに入ったら紙が無かっため忍者免許で拭いて流してしまい、マンと同じ日に忍者免許試験を事件しに来ていた。
田舎に90歳ほどの年老いた母親がいる。年賀状は毎年元日に届くように出しているが、一度出し忘れて正月自体を無くそうとした。本人曰く日本人らしい。何かがきっかけで気落ちして老け込んでしまったり組織の解散を宣言してしまうことがある。特に超（ウルトラ）の最終回では若者に介抱してもらうのを嫌がっていたのに、女性に電車の席を譲ってもらい、老人扱いされたショックで朧党解散を宣言する。しかし本当はその女性が席は別人に譲ろうとしていたことが明らかになると、活力を取り戻し解散を撤回する。
沸苦(ふっく)
朧党の科学者。疾風の2巻に初登場したが、レギュラーキャラとなったのは再登場した「寿」の第1巻から。
科学者ながら戦闘の実力は高い。1コマだけだが冥府羅州とマンと互角に渡り合うシーンもあった。いつも変な物を発明する（ダンボールで作ったニセセブンや石化光線銃、粘土化光線銃、日焼けライトなど）ため、冥府羅州に怒られることも多い。
初登場の際に冥府羅州から迷路扱いされるほどの顔だが、荒神流編終了後、「長いこと書いてないから、みどーが顔を忘れた」という理由で滅茶苦茶な顔を書かれたことがある。11月生まれ。
笹比羅（ささひらー）
忍獣の中では幹部級。冥府羅州の世話係でもある。
「ゾフィール」に来た客として初登場したが、この時は嫌がらせをするだけでページ数の都合で戦う事すらなかった。その後、家族がいることが判明したり、虓魔衆との戦いに成行きで参加したことで、忍獣の中では最も高い登場頻度（ページの都合であっさりやられる忍獣のなかでは異例）を誇り、いつの間にかレギュラーキャラとなった。朧忍法鎌鼬が得意技。
虓魔王編では命令を受けて国を離れていたことで難を逃れ、成り行きからウル忍たちと行動を共にするようになる。戦いの中で炎鬼キリエロイドと刺し違えて死亡するが、後に21の力で復活した。そう言った経緯と本人の人の良さもあって虓魔王編以降は特にウル忍と仲良くなってしまい、冥府羅州が山ごもりの修行を決行する原因になった。妻の春子（はるこ）と息子の守（まもる）の家族を持つ。
実力はゾフィーをして「ああ見えても強い」と言わしめるほど。沸苦と同じく11月生まれ。
怪夢瑠十人衆（けむーるじゅうにんしゅう）
冥府羅州の子分たち。あまり役に立たないが忠誠心は強い（初期は朧党が貧乏だったので、一度だけ金に目がくらんで裏切ったことはある）。朧党が貧乏だったころはアルバイトに出ていた。
元々は何十人もいる戦闘員的なものだったが、2巻の血祭党のエピソードで十人兄弟という設定になる（しかし後に八郎は女性で、四郎と夫婦であることが判明したため、直接の血の繋がりはない義兄弟と思われる）。また、第2話までは「ヴァ、ヴァ」としか話さず、外見も多少異なり原典の物に近いデザインで初登場時は色が黒かった。後のエピソードで初期の怪夢瑠が紹介された際、現在の彼らは「うそー！」「気持ち悪い！」と気味悪がっている。
上から一郎、二郎、三郎、四郎、五郎、六郎、七郎、八郎、九郎、十郎となっているが、外見では見分けが付けられず（冥府羅州は見分けられるらしい）、10人の紹介ページで特徴が書かれていたが、それを見たマンは「一緒にしか見えない」と突っ込んでいた（後の話で冥府羅州自身も説明されても区別がつかないと言っていた）。
闇の邪法編以降はマンも見分けが付けられるようになっていた。
それぞれ細かい特徴があり、名前の数字と同じ月に誕生日があり、七郎は7月18日生まれ。失敗を繰り返してばかりいるが、何だかんだありながらも冥府羅州からは大事にされている模様。
八郎は女性で子供がいる。花屋を開店するのが夢。失敗続きで落胆していた十郎を励まそうとするなど優しい性格。闇の邪法編では、その十郎を元気付けて自信を持たせようと川原で拾った金メダルをプレゼントするが、このことが後に悲劇へと繋がってしまう。
十郎は「みんなよりちょっと馬鹿だ」と紹介され、兄弟の中で一番ドジな性格で失敗ばかり繰り返すため、全く信頼されていなかった。
マンがネオ朧党の首領になった際は当初こそ従っていたが、やがて離反して怪夢瑠党を組織。しかし十人の絆以外に取り得が全くなかったため、ネオ朧党にあっさり壊滅させられた。
闇の邪法編では八郎からプレゼントされた金メダルを身につけて強大な力を手にした十郎が、ウル忍を打ち負かし朧党も乗っ取ってしまう。しかしそれは怨霊党の策略で、金メダルの正体は妖邪符の一つ金邪符で、力を与える代わりに命を吸い尽くす事実に気付いた時は体と一体化した手遅れの状態となっていた。残された時間が少ないことを知ると首領の座を冥府羅州に返し、怨霊党の目的を阻止するために刺し違える覚悟で首領の戀鬼に戦いを挑む。しかし既に力が尽きかけていたため、満足に戦うこともできず返り討ちに遭い、金邪符に魂を吸い尽くされて命を落としてしまう。後に21と八郎のおかげで復活した。

#### 忍獣
朧党の党員で冥府羅州の部下。その名の通り、忍者の怪獣である。ほとんどバカな者ばかりだが、中にはものすごく強い者もいる。超の4巻によると全部で76種類いるらしい。冥府羅州のセリフから、動物などを改造されて作られる場合もある模様。怨霊党編で複数の忍獣が怨霊党に寝返った。正確の数は不明だが、2つの支部の党員は、全員が寝返ったらしい。
罵流丹（ばるたん）
人間たちから大事な物を奪う○○○○作戦にて初登場。原作同様に分身を得意とするが、分身するのは影だけ（後に再登場した時は下半身だけではあるが、実体も分身できるようになった）。ウル忍との戦いで倒されることなく生存した最初の忍獣でもあり、その後も何回か登場している。マンが首領となった時は「マンの下で働けるか」とキミヒロを首領に元祖朧党を組織し、最後はネオ朧党と全面戦争を繰り広げたが、冥府羅州が帰還したことで元の鞘に収まった。
Z屯（ぜっとん）
マンを倒すために雇われた殺し屋忍獣。髪の毛一本で怪夢瑠一人を仕留めるほどの腕前を誇る。弾き語りをしながら現れる、背後に立った相手をおんぶするなどの変わった癖を持っている。Hなビデオでマンを誘い出して暗殺しようとした。計画がバレた後はマンと忍術合戦を繰り広げる。戦いの末に原典と同様にカラータイマーを破壊してマンを倒したと思い込んで油断したところを後ろから斬られて倒される（頭部を斬られたが死んではいなかった）。
最終回にも1コマだけ登場。この時は朧党に雇われたわけではなく、流れ者の忍獣としての登場で、デザインはウルトラマンパワード登場時のものになっている。ティガを人質にしていたが、マンの八つ裂き光輪乱れ撃ちに破れる。
牙津（がっつ）
朧党一のガッツの持ち主である忍獣。黄金製のスーパーファミコンを奪う命令を受けて現れた。任務のためなら火事で燃え盛る家に躊躇せず飛び込むほどのガッツを誇るが、戦闘力は極めて低く、「朧党で一番弱い」を自称するほど。それでもガッツだけはあるため、何度もやられて顔が変形するほどのダメージを負っても決して倒れることは無かった。結局、マンたちに勝ちを譲られるも、肝心のスーパーファミコンを奪えなかったため、冥府羅州に折檻を受けた。
冥府羅州に対する忠誠心は高いが、彼の息子であるキミヒロのことは「小生意気なクソガキ」と見下しており、また罵流丹とは互いに「カニ男」「トリ男」と悪罵し合うほど仲が悪い。
マンがネオ朧党の首領になった時は膿罵軍団を率いて本家朧党を組織するも、膿罵では士気が全く上がらず一時は後悔する。しかしそれすらガッツで何とかしようとし、潰しに来たネオ朧党の攻撃にも耐えたが、最後はエースのタクワンと梅干しでパワーアップしたメタリウム光線で消し飛ばされた。
ラーメン屋のオーディションでいつの間にか復活しており、冥府羅州に「こいつ嫌い」と言われて落選するが、闇の邪法編では冥府羅州への忠義を貫いて怨霊党や裏切り者を相手に奮戦した。
膿罵（のーば）
てるてる坊主のような姿をした朧党で一番の無気力忍獣で、見る者のやる気を奪い取る。「む〜ん」とか「あ゛ー」としか話さない。将軍が退屈しのぎに開催した忍者コンテストではウル忍を無気力にするための秘密兵器として投入されるが、冥府羅州たちの気力まで奪い勝負にならないことから袋を被せられて退場させられてしまう。
その後牙津が立ち上げた本家朧党に編入されるが無気力で戦うことが嫌いなため、全く戦力にならなかった。同一の個体が何人も存在するが怪夢留のような一族なのかは不明。
餅崙（もちろん）
正月用の忍獣。母と息子がいる。正月関連の話によく登場する。一度「毎年正月は餅崙ばかりで芸が無い」「最近の子供は餅なんか好きじゃない」と言われたため、体中にご飯をくっつけて「寿司なら子供たちも好きだろう」と「寿司崙（すしろん）」になって戦ったが、マンに騙されてワサビの付いた手で目をこすってしまい自滅。その後冥府羅州の手でカレーまみれの「伽怜崙（カレーロン）」にされたが、「これでどうやって戦うんですか」と泣いており、結局敗北。一度青汁ジューサーになったことがあるが、エースのメタリウム光線で破壊された。
ニセウルトラセブン
後に登場するウル忍2軍のニセセブンとは別人。沸苦が悪事を働かせようと目論んで作った偽物のセブンだが、出来上がったのは怪夢瑠が段ボール製の被り物を被っているだけで、その出来は情けなさのあまり冥府羅州が気絶するほど。後に沸苦本人が被って出撃するが、自身で「オレはセブンだ」とアピールするも、住人からは「箱を被った変な奴が悪事を働いている」と、全く偽物としての意味をなしていなかった（マンだけは見破れなかった）。箱の特性を活かした忍法で意外にもセブンたちを苦戦させたが、被り物を前後逆にされて視界を封じられたうえでダンボールを燃やされ、被り物を脱ぎ捨てたところでマンに倒された。原作デザインのニセセブンは2人の想像の中に数コマだけ出てくる。似ても似つかぬ変装で、一話だけの登場だったが、作者のお気に入りキャラで後に行われた人気投票でも本物よりも上位に食い込んだ。
犯゜鈍（ぱんどん）
体が赤い。御童のお気に入りで、何回か登場している。初登場時には「原作でセブンをも倒した強敵」と紹介されたが、これは誤り。その後再登場を果たした回は最初カラーページだったのだが登場前に白黒に戻ったため、赤い身体を読者に見てもらえなかったことを落ち込んだが、それに同情した冥府羅州に自分の塗り絵を出してもらった。その後、実際に読者から塗ってもらった作品を送られている。ウル忍を赤ん坊にする作戦では冥府羅州と同様に小さくなったマンを攻撃できなかった。最後は冥府羅州と共に赤ん坊となったマンとレオに赤ん坊になる薬が入ったジュースをかけられ赤ん坊となった。
闇の邪法編では冥府羅州への忠義を貫き怨霊党や裏切り者を相手に奮戦した。
手路理巣斗（てろりすと）
将軍の顔を盗み取り、偽物を作る作戦に使われた忍獣。頭に巻き糞を乗せているように見えたため御堂のオリジナル怪獣ではないかと疑われ、わざわざ出典解説までされた珍しいキャラクター。
その後、朧党を裏切った忍獣の一人として登場したが、怪夢瑠の攻撃で倒されている。
暴愚（ぼうぐ）
まじめに働いていた朧党が、暇だから事件を起こせとマンに脅迫されて呼び寄せた忍獣。文房具を凶器にした攻撃でマンを苦しめたが、ついに倒された。
その後、タロウの作った合体忍獣の一部として使われていたが、上記の際タロウとは一切面識がない。
後に、地獄を経て産浄界で転生を待っており、来世では真面目になると言っている。
阿簿羅巣（あぼらす）
暴愚と同じ理由で急遽招集された忍獣。マンとの戦いではまったく相手にならなかったが、その後再登場した際には同じ貧乏人仲間として、エースの友達になっていた。エースと同じ貧乏友の会に所属しており、会員番号は7974番。会報誌の貧乏フレンドに一番星のペンネームで投稿しており採用される機会も多い模様。「何でも溶かす泡攻撃」が得意忍法。一度エースたちを助けるために使用したこともある（間違えて助けようとしたエースまでも体の半分を溶かしてしまったが、エースは気にしていなかった）。
琥陀羅亜（こだらー）
度重なる敗北に業を煮やした冥府羅州たちが本気でウル忍を潰すべく差し向けた朧党の誇る最強にして最凶の忍獣。その実力はこれまでの朧党の忍獣とは比にならずタロウ、レオ、ゾフィー、エースが手も足も出ず重傷を負わされ、その事実はマンをして朧党が本気を出したと実感し戦慄せしめたほどで、生半可な攻撃を寄せ付けない巨体やその膂力からくり出される鋭い爪による斬撃も去ることながら背中の甲羅で光線を吸収・反射する朧忍法・技返しが最大の武器。
鋭い爪でティガを庇ったマンを体を貫き、技返しでスペシウム光線を跳ね返し逆にマンを返り討ちにする。捕らえたマンを処刑しようとしたが、駆けつけたセブンに阻止され、一度は右腕の後遺症に苦しむセブンに優勢に立つが最後はマンのアイスラッガーの一閃により背中を傷つけられたせいで光線吸収能力を封じられ、マンとセブンの合体技・ワイドスペシウムショットで倒された。
なお、彼が登場した回は冥府羅州をはじめとした朧党メンバーが登場しないことに加え、あまりのシリアスさや冥府羅州たちでさえやらなさそうな残虐な手口でマンの処刑を慣行しようとしたせいか読者のから「本当にコイツ朧党の忍獣か？」と疑問の声も少なくなかったとか。
嵬牙巣（ぎがす）
冷凍忍獣。万蔵さんの店の妨害や、他の冷凍忍獣を集めての作戦などで登場していた。
忍小の生徒として子供の嵬牙巣が出たこともある。
万蔵の店に対抗して朧党が開店したラーメン屋のオーディションで、顔が親しみやすいという理由から店主に選ばれた。しかし、ラーメン作りの審査を忘れていたため、当の本人はラーメンを作ったことすらなかった。それでも試しに作らせてみたが、変な物ばかり入れて適当に作った所為で味見をした笹比羅が「こんなのラーメンじゃない」と叫ぶほど酷い代物になってしまった。その後、悪ノリした冥府羅州の指示で数々の「ダーメン（ダメなラーメン）」を生み出したが、当然ながら大不評だった。墨海上人を処分するため犯゜鈍と出動させられた際にマンたちに阻止され、墨海上人の優しさに改心し朧党を辞めた。現在はコスモスと共に墨海上人の元で修行している。
鬼出毘流（おにでびる）
鬼の忍獣だが、毎年年に1度の2月3日の節分の日の鬼の役の仕事しかない（それも朧党に入ってから約40年間ずっとである）。それで嫌になって朧党を止め、山中で豆で追い払われた鬼たちを手下にし、節分を理由に自分たち鬼たちを迫害する世間に復讐すべく軍団を立ち上げる。
鶴亀の国の沿岸に鬼ヶ島を作り、食料品店から食糧を強奪したり住人の寝込みを襲って鼻穴に大量の豆を詰め込んだりと数々の悪事と自分たち鬼を迫害した住人への報復を働くが、マンたちと桃太郎にハマっていた21に部下を蹴散らされながらも指先から物体を腐敗させる光線を出す朧忍法・腐乱光線で21が鬼対策に持参していた豆を納豆に変えるが、それによって納豆まみれになって大泣きした21の超能力の嵐に滅多打ちにされ部下たちに止められ悪事に及んだ理由を明かす形で降参し、マンたちも簡単に豆まきをしていたことで鬼たちの実情に気づかなかったことを反省したことで和解した。その後、21の提案でおにぎりのチェーン店を始めてそれが繁盛し、今は幸せに暮らしている。
輝ではウシの面倒を見てもらえる場所を探していたマンの頼みを一度は受け入れたが、店の手伝いで役に立たなかったのでクビにした。
禁具叭羅題（きんぐぱらだい）
連載93回目で初登場を果たせたことに喜び、町で暴れていたが、ゾフィーに騙され給料を減らされて節約していたマンたちにまともに戦ってもらえなかった不運な忍獣。その回のラストで再度登場するが、減給の真相を知って逆上していたマンたちに瞬殺されるというまたしても不運なことになっていた。再々登場では怪夢瑠が化けた偽パソコンを売り込もうとしていたが、ある理由で幼稚園児になっていたマンの幼稚園忍法を受け倒された。
嫌太売須（けんたうるす）
忍盗。レオが配った盗品を盗み、どっちの盗術が上か勝負をしかけ、自身はレオのパンツを抜き取って恥をかかせるが、逆にレオに自身の脳ミソを抜き取られていたことを知らされ惨敗し、逆上してレオを殺そうとするも、駆けつけたアストラに阻止され、2人がマンから盗んだスペシウム光線で倒された。
後に怨霊党におこぼれを期待して朧党を裏切り、もずく谷に向かう冥府羅州たちを他の裏切り者たちと襲ったが、「（戀鬼が邪法によって力を得れば）朧党など木っ端も同然！！今のうちに怨霊党に寝返った方が得ってもんよ！！」と嘲笑した直後に冥府羅州に瞬殺される。
護喪羅（ごもら）
超強力忍獣として登場。スイカを半分に切ったような頭をしている。腕力も強く砂を岩石のように大きくさせることも出来る強敵だったが、朧党の企みで全身真っ黒に日焼けしたマンたちに電気を消され暗闇でどこにいるのか分からなくされ、その隙に袋叩きにされて、最後はタロウにバラバラにされた。
蘇膿諢（すのーごん）
雪山忍獣。冥府羅州が年賀状を出し忘れたというだけの理由で正月を無くそうとした際に登場。宇宙でウル忍と対峙するが、そもそも冥府羅州は宇宙での戦いが得意な宇宙忍獣「蔑無須多亜」を呼んだつもりであり、蘇膿諢が来たのは沸苦の単なる手違いであった。仕方なく戦うが宇宙に雪が降るわけもなく何も出来ず、苦し紛れに紙吹雪やダジャレで攻めるも、あまりのくだらなさにキレたマンのスペースシウム光線（宇宙の「スペース」とスペシウム光線を掛けたダジャレで、要は普通のスペシウム光線）であっさり倒された（でも前者は何気にスペースシャトルを破壊することに成功している）。その後、こういった一件が原因かは不明だが、嫌太売須同様朧党を裏切った。
蔑無須多亜（べむすたー）
宇宙忍獣。上記どおり蘇膿諢と間違えられてしまったその後、遅れながらやって来たものの、既に戦いが終わった後だった。2話後でレンタルビデオを返し忘れ、高額の延滞金を請求され、遠く離れたギラノン星のビデオ屋に行くマンたちを妨害した。フォークダンスやカルタをマンたちとやって時間を潰し、ビデオ屋の閉店時間ギリギリまで追い詰めたが、マンが色々な技を当てずっぽうで発射した結果、八つ裂き光輪が当たって倒された。
挫羅武（ざらぶ）
星型の口をしていて、口から星型手裏剣を出せる。分身の術も使えるが、影は本体にしかないため、それに気づかれると本体の位置がばれてしまう。タロウのバラバラの術でバラバラにされても元通りくっ付いてしまうが、マンにパーツをいくつか奪われ戦えなくなり、最後はタロウのストリウム光線で倒された。原作ではニセウルトラマンに変身しているが本作品では変身はせず、「輝」でニセウルトラマンが登場しているものの、ザラブ星人との関連性は不明。
零岌乱（れぎゅらん）
曙町の八百屋から茄子をダンボール3箱分盗んだ忍獣。茄子が好物の群馬県出身。妄想癖があり、おいしいナスの漬物を作り支部長になりレギュラーになろうという浅い考えを持っていたが、ティガの忍者試験の題材にされ倒された。マンが首領となった時は罵流丹と共に元祖朧党を組織した。本作品では初の平成ウルトラシリーズから登場した忍獣でもある。
辺無羅亜（べむらー）
朧党の新入社員。朧党の社員旅行で温泉に行くが、そこで起きた連続殺人事件の被害者となり、全くセリフがないまま、繁蔵に顔中の穴に大量のコルク栓を詰め込まれて殺害されてしまった。
本人もこの扱いに相当不服に感じていたらしく、忍獣紹介ページにおいて「朧党の面々と一緒に悪事を働いたりウル忍と戦いたかった」と悲痛なコメントを挙げている。
武留屯（ぶるとん）
四次元怪獣。四次元能力を使い幻を見せたり、物を消したり移動させたりすることが出来る。罵流丹と共に○○○○作戦にて初登場し、寿城を四次元世界に消し去った。現在は夏に南極の冷たい風を取り寄せたり、ゴミをエースの家に大量に送ったりと日用品として活用されている。妻の武留代と息子の武留太郎がおり、息子が母が病気で自分に帰ってきてほしいためにマンたちにイタズラをして騒ぎを起こしていたことを知ると、事情を理解した冥府羅州から許可と手当を貰って息子と共に家に帰った。
なお、初登場時は「口が無いためしゃべれない」という設定だったが、再登場時には普通に言葉を話していた。
華難（かなん）
チャンピオン忍者。忍者世界チャンピオンで、テレビにも出ている有名人だが、実態は悪の忍者で冥府羅州の作った朧党忍者小学校の教師として雇われ、催眠術で忍小の生徒を操り朧党にしようと企む。生徒たちに悪事を教え、挙句殺人まで行わせようとする残忍な性格。催眠術や火炎の術などが使えるなど、作品内で登場する敵の中では強い方である。タロウを操りレオと戦わせるなど話をストーリー物にしたが、最後はレオの「閃光クナイ爆裂弾」で倒された。その後洗脳されたタロウたちは正気に戻った。
恐竜戦車
その名の通り、恐竜が乗った戦車。将軍主催のレースに出場。口から炎を吐いて相手を攻撃する。レース終盤でマンとエースの車を燃やしマンを引き潰した（実際は、変わり身でエースが潰された）後、マンと冥府羅州が激闘する中、呑気に居眠りをしていた。コミックの紹介では偉いのは「乗せた人」と「動かしている人」で恐竜自体は偉くないと言われている。
屁゜戯羅（ぺぎら）
冷凍忍獣。35歳。青森県出身。初登場時は箱に入れられ冷凍波を弱めに出させクーラー代わりにされていたが、調査でやってきたマンたちと戦う。当時弱虫だったタロウにはとても恐ろしく見えた。タロウに整形手術を施されて目をかわいくされ、バラバラの術で倒される。後に再登場するが、ティガのマジックで首を分離され戦闘不能にされて倒された。
血武流（ちぶる）
連載第1話に登場した忍獣。杉田卵白に変装していたが、頭でっかちなのですぐ見破られた。正体はタコのような姿をしており、頭が重いため重りに掴まっていないと転倒してしまう。ウルウルした目で相手に催眠術をかけ、犬にして操る「犬傀儡」が得意技。マンにこの術をかけて将軍をかみ殺させようとするが、最後はセブンによって正気に戻ったマンにガムテープで目を塞がれて術を封じられ、八つ裂き光輪で倒される。
挫流鈍（ざるどん）
刑期を終えて刑務所から出所してきた忍獣で、かつては幹部格の重鎮であり、党員からは「おじき」と呼ばれていた。その力は物凄く強く、若かったころのゾフィー、マン、セブンの三人は一度も勝てなかったようで彼らにとってはトラウマ的存在になっている。非常に乱暴かつ大食いで部下や仲間を平気で食ってしまい、以前も朧党の党員の半分を食い尽くしてしまったことから党内でもかなり恐れられていた。復帰後も圧倒的な力でウル忍を追い詰めたが、ひょんなことから自分が仲間に嫌われていたと知り潔く去っていった。……と思われたが、結局行くところが無く、落ち着くまで朧党にやっかいになることにした。
蛮悟（ばんご）
鶴亀美少女マップを作るために夜な夜な鶴亀の街を巡っては表札に謎のマークを書いていた忍獣。大きな鼻を持ち、その鼻で周りの空気を吸い込み、敵を酸欠にする「真空魔洞」が必殺技だったが、マンの手で鼻を石でふさがれた挙句、腐った饅頭を食わされ、同じく腹を壊していたマンともども激しい下痢に見舞われた。次の回ではエースの貧乏長屋に引っ越しており、マンが投げつけた石が夜泣き石という石だったため、またしてもトラブルを起こすことになった。人間に化けるのはとてつもなく下手（特徴的な鼻と頭の角がそのまま残っている）。
特大堕痢（びっくだりー）
最初に登場した個体は原典と同じく小さい「堕痢」だったが、誤って冥府羅州に踏みつぶされてしまう。その後のエピソードで、人間の歯と同じくらいの大きさの特大堕痢が登場。等身大のサイズに巨大化しながらエースやマンの体内に無理やり入り込むという芸当を見せた。エースの体内から追い出すため、マンがエースを燃やした時は驚愕して非難するなど常識的な面を見せた。
等身大サイズでエースの体内に潜り込むが、最後はそのエースもろともバラバラにされてしまう。
ザンボラー
大怪獣。ステゴザウルスのような巨大な怪獣。マン暗殺を狙った毒チョコ作戦の際、戦わせるのではなく、出来上がった毒チョコの実験台にされて、毒チョコをほんの少し食べただけで死亡した。最終的に毒チョコ作戦が失敗し、冥府羅州は自身が実験台にしたにもかかわらず、「最初からこいつを戦わせようと言ったろ」とされてしまう。コミックの忍獣紹介でも毒チョコがあげられ、当の本人はほとんど忘れられたような扱いをされており、本編共々不憫な扱いをされている。
罵怒（ばど）
尻のような形の頭をした忍獣。クリスマスパーティーではその頭を活用して隠し芸を披露した。料理に仕込んだ痺れ薬がマンには通用しなかったため、直接戦うことになったのだが、そこでも下品な芸を披露したことで冥府羅州の怒りを買い、ガバドンを復活させる生贄として炎に投げ込まれてしまう。生贄にされたはずなのだが、その後も何回か登場している。
ラーメン屋オーディションでは下品という理由で落選。サッカー対決では試合前からエースとユニフォーム（なぜか下半身の方を）交換をしようとしたり、頭に挟み込んだままボールを運んだ。
暗斗羅亜（あんとらー）
砂漠化光線を使って鶴亀の国全体を砂漠化しようとした。砂を投げ付けて目潰しをするつもりが、風向きを考えなかったせいで自滅したり、離れた場所に蟻地獄を発生させたせいで一方的に投石攻撃されたりとかなり頭が悪い。
最後は冥府羅州から貰ったお年玉の中身がブロマイドだと知り、怒り狂ったマンが投げ飛ばした巨大な岩に潰される。
怒瑠洲（いかるす）
表向きはイカイカ教の教祖として活動していた忍獣。スルメイカを食べることで超能力を発揮する。イカイカ教は信者の様々な悩みを解決したものの、その本質は信者たちから財産を巻き上げることが目的の悪徳宗教で、エースも一桁の計算ができるようになる代わりに全財産を失ってしまった。乗り込んで来たマンたちを様々超能力で苦戦させるが、冥府羅州が残ったスルメイカを食べ尽くしたことで超能力が使えなくなり、最後はスペシウム光線で倒される。
暗血羅（あんちら）
セガサターンが欲しいというワガママを聞き入れてもらえず拗ねていた将軍を唆し、巨大化させてコントローラーで操り街を破壊させようとした忍獣。特徴的なデザインからウル忍と家老エレクから揃って変な顔と言われる。名前を使った駄洒落を元にしたパンチラ攻撃で、ウル忍たちにトラウマ的なショックを与えるが、最後はタロウのウルトラ医術包帯巻きで動きを封じられたところを、マンとセブンの合体光線で倒される。冥府羅州はあまり信頼してなかったようで、テレビを見ながら「今回の忍獣もやられちゃうんだろうな〜」とボヤいていた。
後にラーメン屋のオーディションに登場するがなぜか水着姿で現れ、「気持ち悪い」と酷評されて落選。
愚比羅（ぐびら）
海中の魚を全て独占する作戦に登場した忍獣。鼻先にドリル状の角を持つ。魚とウル忍を間違えて基地に連れ込んでしまったり、闇雲に突っ込む戦い方で砦の壁に穴を開けてしまうなど、頭は良くない。角をセブンに斬られマンに投げ飛ばされて大ダメージを受けたところを最後は八つ裂き光輪とアイスラッガーの連携技でバラバラに切り裂かれて倒される。身体は刺身の大量盛りとして将軍に差し出されるが「そんな気持ち悪いの食えるか！」と拒否された。
牙菩羅（がぼら）
花に化けて松茸狩りで山に来ていた将軍を誘拐した。ヒレを閉じて地中に潜る能力を持つ。冥府羅州から将軍の座を奪い返したウル忍に火を吐いて応戦するがヒレを閉じた怪獣ガボラのような状態で顔が丸焼けになり、残りページが無くなったという理由で簡単に倒される。
その後サッカー対決で久々に登場した。
滅吐崙（めとろん）
妖術を得意とする忍獣。将軍に寝小便が止まらなくなる呪いをかけて失脚に追いやろうとした。
妖術専門のため、戦闘能力は低いが人形を使った呪いでウル忍たちを苦戦させた。最後は解剖バラバラの術で倒されホルマリン漬けにされる。
タロウが作った合体忍獣のパーツの中で一人だけ冥府羅州が用意したすき焼きの匂いに釣られて裏切ろうとするが、激怒した屁°酢多亜が吐いた炎で焼き殺されてしまう。
後にラーメン屋の店長オーディションに登場して蹴りをアピールするが、足が臭いと言われて落選。上記の通り焼き殺されたが、いつの間にか復活しているものの、この時は足しか写っていなかった。
屁°酢多亜（ぺすたー）
アラビア中の石油を独占する作戦に登場した忍獣で、全ての石油を吸い尽くそうとした。
足が4本あり強力な蹴りを放つがバランスが悪く転倒しやすい。体の中が大量の石油で満たされていたため、引火による大爆発の危険性がありマンたちは技を撃てなかったが、タロウが機転を利かせ魔法の絨毯に乗せられ、爆発の影響が無い上空まで飛ばされた後、二人の光線技で倒された。
その後、頭部がタロウの作った合体忍獣の一部として使われた。
耐乱斗（たいらんと）
笹比羅がネオ朧党開店祝いとして呼び出された忍獣。
手屁°戸（てぺと）
上記の耐乱斗がマンによって却下された際、怪夢瑠たちが紹介した忍獣。
セミ人間（せみにんげん）
鶴亀荘を追い出された冥府羅州が怪夢瑠の代わりに時給150円で雇った5人組の戦闘員。登場時にマンから「罵流丹じゃないのか？」と突っ込まれ、沸苦から出典元の説明がされた。
それぞれ蝉の鳴き声や電話の音など様々な声で鳴く。怪夢瑠を下回る弱さで頭も悪く、命令そっちのけで作戦で増殖した餅を食べだす有様だった。そしてまともに戦わないまま手裏剣1発で簡単に倒され、ウル忍から呆れられてしまう。後に別個体と思われるセミ人間たちがバルタン兄弟の配下として登場している。
ザラガス
本気を出した冥府羅州が用意した巨大怪獣。寿城よりも巨大だが、冥府羅州を指示を上手く理解出来ず、すぐに言われたことを忘れたりと頭は余りよくない。その反面、その巨大さからマンたちの攻撃を受けても全くダメージを受けていなかった。
巨大さからのパワーで町を破壊しウル忍を窮地に追いやるも、最後はタロウが急ごしらえで作った巨大化する薬「でか薬」で巨大化したマンにあっけなく瞬殺された。
愚呂手須（ぐろてす）
冥府羅州が21をさらったと冤罪をかけられた際、笹比羅と共に差し向けた忍獣。エースと戦っていたが、物音で起きて不機嫌になった21が光線を乱射し、砦を破棄されてそのまま有耶無耶となった。
その後怨霊党編で朧党を裏切った忍獣の一体として登場した。奇しくも、上記の時に共闘した笹比羅に倒された。
亞瑠呉（アルゴ）
冥府羅州からゾフィー暗殺の任を受けた忍獣。体中の角から噴射する呪術が仕込まれた気泡で対象の魂を産浄界に送還して若返らせ最終的に消滅させる刻遡闇還（こくそおんかん）の法という技を持つ。
ゾフィーのM87光線によって返り討ちに遭うが、死に間際に刻塑闇還の法を唱え、彼を若返らせて間接的な暗殺を謀るが、マンがゾフィーの魂を産浄界から返還したことで元に戻ったため暗殺は失敗に終わった。

#### 海底支部
鶴亀湾の海底にある支部。恐ろしいと噂されている。毎日、海の底で海藻や貝などの魚介類を採取して朧党の資金源にしている。何一つ楽しいことがなく、毎日延々と同じことを繰り返すばかりで、そんなところに行きたくないという理由で恐れられている。
羅諢（らごん）
海底支部支部長。初期は海産資源を独占し、朧党御用達の寿司店を開いていた。この際はウル忍に針を飛ばす「千本乱れうち」を放つも、冥府羅州を盾にしたマンの「身代わりの術」で防がれた揚句、怒る冥府羅州に思わず破壊光線で処刑されてしまう（このことから、後のエピソードで冥府羅州がウル忍に倒された配下のことを思い返していた際、怪夢瑠に「羅諢と罵怒は首領が殺したんですよー」と突っ込まれていた）。その後、海底支部に左遷され、昆布や鮑を取るだけの生活を送っていた。機械化されたマンたちを直す特効薬を作るため鰭を全部抜かれた。このことで回りから笑われ悔しい思いをしたとのことで、後日、復讐のためゾフィーやA、町の人の魂を深海仙人の物置から盗んだ脱魂棒で吸い取り、誰の言うことでも聞く生きる屍にしてしまった。最後はレオのレオトルネードで棒を奪われ無力化したところをマンとティガの合体技で倒された。
海怪夢瑠（うみケムール）
海底支部所属の怪夢瑠。魚のようにエラがあり鰓呼吸をしている。それぞれ、「たくや」「のぶお」「ひとし」などの名前がある。陸のと同じく、弱い。
巨大イソギンチャク
文字通り、巨大なイソギンチャク。触角はロボットになったマンたちを治す薬の材料で、材料探しをしているマンたちを遅いマンを捕食しようとするが、体内でマンのスペシウム光線を発射され、飛び散った。実は海底支部の羅諢の部下で、マンたちに苦戦していたため呼ばれるも、既に死んでいたため無駄に終わった。

#### 動物
クマ
キミヒロが忍小の新入生として連れてきた。元は忍獣改造用の動物。入学させるも、罵流丹Jr.の犬を食べてしまい、最後はアジトで大暴れして逃げ出した。
犬
罵流丹Jr.が忍小の新入生として連れてきた。式の最中、クマに骨だけ残し食われて死んだ。骨は、気持ち悪いと捨てられてしまうなど、何かと不運な犬。
ハエ
沸苦の発明品で巨大化したハエ。不気味さからタロウらは戦意喪失してしまい、そのスキを突こうとしたが、普段から腐ったものを食べているマンには効果がなく、倒された。
ニホンザル
石化ライトの実験台に使われ、食べていたバナナごと石にされた。
パンダ
石化ライトIIの実験台に使われたが、IIは使った本人が石になるのでなんの影響も受けず、つまらなそうにアクビしていた。
ライオン
ねんビラ銃の実験台に使われ、粘土にされた。怒ってケムールに襲いかかるが、粘土化していたので噛みついても痛くなく、あげく顔を豚の顔にされてしまった。

### 朧党以外の敵

#### 血祭党
磨紅魔乱童が、自身の財力と落ちぶれ貧乏になった朧党を乗取って作り上げた組織。党員は朧党を裏切った怪夢瑠十人衆・愚鈍と純金のキング・ジョー。
磨紅魔乱童（まぐまらんどう）
血祭党党首の大金持ちの忍者。基地を破壊され路頭に迷っていた朧党を乗っ取り、怪夢瑠を高給で手懐け、配下にしていた。最初は高待遇で怪夢瑠を雇っていたが、すぐに実態を表し、怪夢瑠たちを奴隷同然に死ぬほど扱き使った挙句、給料は僅か100円しか出さなかった。疲労が溜まり、病気になって働けなくなった怪夢瑠を処刑しようと目論むも、マンたちに阻止された。経済力だけで本人はあまり強くないが、純金製の手裏剣や、札を撒いて逃げる手法がマンたちには割と効き目があった。挙句にウル忍を組織ごと二千万円で買おうとした。最後は逃亡に失敗したところをマンの八つ裂き光輪で倒された。
キング・ジョー
純金製の怪物で、時価総額は20兆円。タロウの巨大な麻酔注射で倒され、最終的に冥府羅洲と怪夢瑠が持ち逃げし朧党再興の資金になった。

#### 邪鬼一族
邪鬼姫阿留波（じゃきひめ あるふぁ）
邪鬼一族の末裔で軍団の首領。かなりの美女でスタイルがいい。ボンデージ衣装に身を包み、お色気忍法を駆使する。ノンマルトの宝を手に入れ、一族を再興し世界を征服することを目論む。戦いの末に秘宝の凄まじい力を生み出すパンツが失われた後は消息を絶つ。

##### 邪鬼七人衆
屁゜炉燐駕（ぺろりんが）
奇異羅（きーら）
凱魯蘇（がいろす）
號主（ごーす）
嵬閭（ぎろ）
惨爬（ざんぱ）

#### 荒神流
かつてダイナが所属していた「戦う姿、荒ぶる神の如し」と恐れられる伝説の格闘技の流派。シャドーが総帥となったことで邪悪な空手集団となり、ダイナが持つ流派の極意書を狙う。くずみの国を支配した。当初は鶴亀の国に刺客を差し向ける程度の暗躍だったが、やがて本拠地に乗り込んできたウル忍やダイナとの全面対決となっていった。最終的にはウル忍とダイナの活躍で壊滅した。本殿は碎を持った手の形をしており、力の象徴・拳の塔「シャドーの塔」である。
シャドーが倒された後は、ダイナが「真・荒神流」を旗揚げし、正しい形で再建した。
なお、荒神流壊滅の事実は後に新聞で報道されていたため、壊滅の知らせは朧党にも届いていた。
シャドー
荒神流の総帥。かつてのダイナの修業時代の仲間であり、ライバル。その実力はダイナをも凌ぎ、当時のダイナは十回勝負をして、勝てるのは2回か3回というものだった。指導も厳格であり、後輩と組み手をして、相手が降参しても許さず、「喋る気力があるのなら、攻撃しろ」と勝利への執念を叩きこんだ。それらの行動は5代目である師匠に認められたい一心からだったのだが、5代目からは「兇拳」と言われ、ダイナが後継者として指名された。これを不服としたシャドーは、その直後に5代目を殺害し、極意書を巡って、ダイナと敵対する。ダイナとの激しい死闘の末、最後はライバルであり友でもあったダイナの手で討たれることを選んだ。
斧裂紗亜（プレッシャー）三兄弟
シャドーの部下。棒術を得意としている。3人がかりでダイナを襲撃し追い込むが割って入ってきたマンとティガに阻止され、3人とも倒された。棒には鉄芯が入っており、ヌンテイ（卍型のサイ）を付け攻撃する。
バルキー
荒神流の一人。かつてはダイナの教え子だったが、シャドーに5代目を殺害したのはダイナだと騙され、ダイナに戦いを挑んだ。勝負は敗れたが、戦いでダイナは昔のままで変わっていなかったことに気付く。ダイナと和解して道場へ向かおうとしたところを自身を監視していた佈暗陀主が放った釵を受けて負傷。その後、ダイナから真実を聞かされ、ダイナの教えを受けたいと願うも叶わず、そのまま力尽きた。
なお、バルキー星人をウル忍寄りの敵役として選んだ理由はみどー曰く「見た目がウルトラ戦士っぽかったから」とのこと。
罵無（バム）
シャドーの側近。シャドーが激高と共に、発勁を放つ瞬間を間近で目撃する。トンファーの使い手で、タロウを捕らえ、マンたちをシャドーの塔におびき出す。だが、「釵をタロウの左手に突き刺して拘束する」という悪辣な行為がマンの逆鱗に触れてしまい、怒りのオーラでトンファーを破壊され、パンチで吹き飛ばされた後、ゼロ距離からのスペシウム光線で頭頂の一部と下半身を残して消し飛ばされた。
伽亜俐夷（カーリー）
佈暗陀主（ファンタス）
呀喇呀囉（ガラガラ）
ジャダン
荒神流の一人。仲間のザルドン（挫流鈍とは別人）と共にくずみの国のしのはた村から米を強奪し、それに抗議した村の長老を始末しようとするが、マンたちよりも先に潜入していたタロウに倒される。

#### 虓魔衆
虓魔王が率いる異世界の侵略者集団で、ガイアの故郷を破壊しつくした後、時空を超えてウル忍たちの住む世界へ襲来、その際に鶴亀の国の国土をまるごと時空の狭間に放り込んでしまう。前線には幹部格の四鬼やその配下の虓魔忍獣、戦闘員フォーガスを送り込む。
虓魔王
虓魔衆を支配する闇の存在で、21に秘められた超パワーを恐れている。デスフェイサーの顔を模した仮面を被っている。最終決戦では仮面を破壊され一度は倒れるが、その直後「ウルトラマンG」に登場する邪悪生命体 ゴーデスの姿をした「真の虓魔王」が誕生、ウル忍と死闘を繰り広げた。最終的には21とゾフィーに動きを封じられ、その隙にウル忍に結界をはられ消滅した。
氷鬼ザム
氷を操る四鬼の一人で、襲った村の人々を氷柱に閉じ込めていた。
実は分身格のデモス（雑誌掲載時は「アブソーバ」と誤記）との2人で一人の氷鬼であり、力を合わせた連続攻撃でマンたちを苦しめたが、笹比羅にデモスを倒され自身もガイアとの一騎討ちに敗れる。
炎鬼キリエロイド
炎を操る2人目の四鬼で、巨大な城を拠点としている。ウル忍に敗れた配下のゴブニュオグマを見限り処刑するなど冷徹非情な性格。ウル忍に挑戦しタロウとレオを倒すが、笹比羅と相打ちとなり、酸素の無い真空状態にされ火炎が使用不能になった直後にマンたちの光線攻撃を受け、あっけなく最期を遂げる。それでもマンたちと戦う前に大勢の人の住む村を回りの野山、ペテロ族の村共に焼き払い大量虐殺を行っており、作中で1・2位を争う凶悪な怪人として描かれている。
ちなみに荒神流にもキリエロイドをモデルにした敵が登場していたが単なる雑魚キャラであり、他の怪獣共々エースのバーチカルギロチンで倒されている（その他に確認されているのはフブギララ、デッパラス、ガバドン、ケムジラ、ベロン）。
雷鬼ジャミラ
雷を操る3人目の四鬼。虓魔王の命を受け、21を殺すために時空の狭間の鶴亀の国に出現し、冥府羅州やダイナすら戦慄するほどのパワーを見せるが、21にパワーを吸い取られてしまう。最期はダイナに仮面を破壊され21のストリウム光線で倒された。デザインはウルトラマンパワードの物。四鬼の中では唯一ウル忍と戦っていない。
呪鬼アブドラールス
四鬼最後の刺客。ウル忍を始末するべく鶴亀の国に現れる。人間を思いのままに操る能力を持ち、その能力によってガイアの父はガイアの母を殺害してしまい、ガイアは父をやむなく倒すこととなってしまった。洗脳以外にも人間を腐敗した肉に閉じ込める能力を持ち、本人はこれで腐った人間を好物としている。エースを操り、ウル忍を追い詰めるが21の活躍で失敗。ガイアにあっけなく倒された。

##### 忍虓魔獣
バイオス
異次元に消えた鶴亀の国に動揺していたマンたちの前に最初に現れた。マンたちを捉え消化吸収しようともくろむが、虓魔衆を追ってきたガイアの攻撃で倒された。
ゴブニュオグマ
アネモス

#### 怨霊党
かつて、冥府羅州が潰して吸収した組織。朧党を乗っ取り、闇の陰陽五行邪法の力で世界を支配することをもくろむ悪の集団。怪夢瑠十郎を利用して金邪符を復活させた。
戀鬼（れんき）
怨霊党の党首。前党首の息子で配下からは「若様」と呼ばれる。闇の陰陽五行邪法の力でパワーアップするが、禁愚和尚と墨海仙人に弱点を突かれその隙に十郎が金邪符の中から助け出されたためにパワーが半減し、冥府羅州の裂空波で葬り去られた。
愚羅我巣（ぐらがす）
戀鬼の配下。当初は十郎の配下のふりをしていた。高い能力を持つが、最期は油断から隙を突かれ、笹比羅の真空鎌鼬で死亡。
蘇膿諢（すのーごん）、嫌太売須（けんたうるす）、手路理巣斗（てろりすと）
元は朧党党員だったが、御零れ目当てに裏切り、怨霊党に加わった。十郎の元へ向かう冥府羅州たちを迎え撃つが、全員返り討ちにあった。
魏巍（ぎぎ）
怨霊党の戦闘員。

### その他
パワード
「ウルトラFBI（フラワー・バード・愛護協会）」の刑事で、初のウルトラ族の外国人。二度登場。
指名手配犯ダダを追って鶴亀の国までやってきた。職業の立場の割にかなりバカで忘れ物をする癖がある。それでいてバカ呼ばわりされると激怒する。最初は英語しか話せなかったが、マンの手で脳に直接日本語を吹き込まれ、日本語を話せるようになった。体格はいいが頭が悪い。下着はブリーフ（鶴亀人は世界観に合わせてふんどし）。
マンのスペシウム光線を見るまで、ウルトラ族（自分含む）が光線を撃てるということを知らなかった。
部下のマックスには怒ったり嫌味を言ってばかりなので、彼からは全く慕われていなかった。そのことが原因で怪物にされ操られた際、本来なら頭に付けられた触覚だけを破壊すれば無力化するはずなのに、徹底的に攻撃され顔を傷だらけにされてしまう。
ネオス
天才空手少年で、小一から小五まで連続優勝している。ティガと決勝戦で戦い相討ちになるも、ティガの方がダメージが大きかったために蹴りを喰らわせて優勝した（ちなみに彼はこの決勝戦でティガに攻撃を受けるまで一度も攻撃を受けたことがなかった）。最後はティガと握手をしながら再戦を約束した。
杉田卵白（すぎた らんぱく）
ウルトラの父の御典医。町で診療所をやっている。マンたちが病気になったり、敵の策略で体質が変化してしまった際に診察をしている。チョイ役ではあるが、役柄上第1回と第2期最終回の両方に登場した。モデルは杉田玄白。
轟万蔵
本作品のオリジナルキャラクター。鶴亀一好評なラーメン屋「ラーメン優優」を経営している。
『超』の虓魔王編後に初登場。最初は冥府羅州が自身の店で時空のはざまによって動けず、そのことをマンたちに伝えるために登場したが、マンたちに全く相手にされず、マンが冥府羅州の代わりに首領になった後も伝えようとしたが、タロウにキレられてしまう。その後21の超能力によって冥府羅州の居場所を見付け、さらにその場所が自身のラーメン屋だったため、そのことを知ったタロウは「最初から話を聞いていれば良かった」と反省していた。その後一時クビになっていたマンの代役として名前をもじり「マン」になっていた。忍者マニアで本作品でも一、二を争うほどの忍者としての才能を持ち、ラーメン作りを応用した忍法を得意とするが、本業優先な性格ゆえに出前の電話が来たら任務もほっぽり出してしまう。
温厚な性格だがラーメンに対しては情熱を持っており、自身が30年かけて作り上げた秘伝のスープを朧党に盗まれた際は激怒して、マンたちと共に奪還するために乗り込んだ。
みどー
本作品の作者。
事ある毎に現れたりするが、そのほとんどは女湯を覗いたり、くだらないことばかりで登場するため、たびたびマンたちに追い払われる。作品内に存在する仕事部屋はうるさい担当者を追い払うための設備が大量に備え付けられている。
よくガイアの存在を忘れるため、ガイアが遅れた時はコマの隅で謝ることも。
一度殺人事件に巻き込まれて死亡したはずだったが、その後何事もなかったかのように再登場していた（この際、ティガが作者が死んだら誰がこの漫画を書くのか質問し、マンは「『へろへろくん』のかみや先生が書いてくれる」と返していた）。
ある時、下ネタばかりの話が続いたことに辟易したタロウが脳の構造を透視した結果、睾丸のような形状の「下品脳」が脳の大半を占有しているというとんでもない事実が明らかになった。虓魔王編を描き終えた際は、慣れないシリアスなストーリーを描いたことで力を使い果たして、再び死んでミイラのようになってしまうが、脱皮して復活した。
度々顔を出すため登場回数も多く記念の回ではアミアから「出過ぎよ」と突っ込まれていた。
ペテロ族
植物怪獣。おとなしく人間に迷惑をかけないように山奥のペテロ村に住んでおり、トロン・ヘロン・ピロンなど名前があるが外見では区別できない。朧党が毎日仲間を10人ずつ連れ去って、ジューサーにかけて青汁にしていた。そして絞りカスになって帰ってくる。その後、マンたちのおかげで平和が戻った。しかし、その後やって来た虓魔衆の炎鬼によって村を焼き払われてしまい、トロン・ヘロン・ピロンの3人だけ生き残ったが、最終的には3人とも焼き殺され全滅してしまった。
しかし、後に配信開始された電子書籍『ウルトラ忍法帖 キャラ＆忍獣図鑑』にて「タロウたちと同じように21の力で復活したはず」と無事に救われたことを示唆されている。
深海千人
鶴亀の国の海の底に住む仙人。墨海上人の弟で即身仏になるのを拒んで仙人になった。墨海上人と違ってかなりスケベで金に汚い。しかし、なんでも直せる薬をあみ出している。マンたちが朧党のせいでロボットになった際、元に戻れる薬を作ってもらいに訪ねた。
その後、夏に浜辺で海の家を開業しており、マンたちを日給500円で朝から晩まで休みなく、明らかに労働法違反で働かせようとしたが朧党が騒ぎを起したのでダメになった。
ウシ
マンがニセセブンの故郷で意気投合し、連れ帰ってきた。二本足で立ち、知能も人間並みに高いが人語は話せない。なぜか並の怪獣を圧倒するほどに腕っぷしが強くウル忍の戦力に数えられている他、マンが合体（と言ってもウシの口から体内に入るだけ）することでウシトラマンとなる（外見上の変化は胸にカラータイマーがつくくらい）。毛色は白黒ではない。オスであり、一度朧党にスケベ心を利用されてしまったことがある。かなりの怪力。牛肉を食べることを嫌い、すき焼きを食べようとしたマックスに本気で怒ったことも。
ポチ（ペギアボグドロンマシュボーグケロダダタッコペステール）
タロウがこれまで倒した忍獣のパーツを組み合わせて誕生させた合体忍獣。タロウはペットにするつもりで「ポチ」と名付けて作ったが、それぞれのパーツとなった忍獣の自我が残っていたため、両軍を相手に大暴れする。キャラクター紹介でも「ポチ」と紹介され「ポチが本名だけど本人たちは、ペギアボグドロンマシュボーグケロダダタッコペステールだと主張していますが…」とあり、あくまで自称の名前である。使用されているのはペギラの角、アボラスの尻尾、グドンの腕、メトロンの頭部、マシュラとボーグの腕、ダダの足、タッコングの胴体、ペスターとツインテールの頭部、ケロニアの口。マンには名前が長いという理由で、名前の最初と最後をとって「ペギール」と呼ばれた。また、この長い名前を呼ばせて、相手に舌をかませる攻撃（一度自滅した）や、全身のパーツを胴体に収納し、燃え上がっての回転体当たりなども得意とする。最後はタロウに、弱点であるペギラの角を撫でられて脱力し、その隙に解剖バラバラの術・スペシャルで倒された。なお、上記の通りタロウとは無関係のところで倒された忍獣や、本編では巨大だったツインテールのパーツなども混じっているが、本編では特に言及されなかった。
亀
マンと同じ日に、忍者免許を受験していた亀。亀ながら、忍術を使うことができ、マンを苦戦させる実力を持っていたが、最後はマンにひっくり返されてしまい、戦闘不能になり敗れた。
マンの試験相手の中では一番強かった。
ガラモン三世
ガラダマ王国の国王。ウルトラの父とは小学校時代の同級生で、現在も交流が続いている。怪物に間違われるような怖い外見だが、人柄は良い。石油を奪おうとした朧党を撃退したマンを気に入って娘の婿にしようとする。語尾に「〜ガラ」とつける。
ピグモン姫
国王の娘。国王曰く「母親に似ている」とのことだが、目の形以外は父親そっくり。マンにブス呼ばわりされるが、逆に乱暴なところを気に入って好きになる。語尾に「〜ピグ」とつける。
ジャミラ
国王の家来。石油を買うためにやって来たマンとタロウを国王のもとへ案内した。のちに登場する雷鬼ジャミラとは別人。
句利院（クリーン）
忍者免許試験の試験官。免許を紛失し（実際は、理由は不明だがタロウが持っていた）再交付のため、試験を受けに来たマンの試験を受け持った。以降は特に出番は無かったが、第100話でモブとして再登場。

### その他の怪人
ツインテール
毛が三本島に封印されていた怪物。かつて毛が三本島で暴れまわり、封印されていた。伝承で下手な絵が書かれた石版で伝わっており、なおかつ浜辺に流れ着いたマンを怪物と間違えたため、もう要らないと封印の祠を崩してしまい復活した。その後、マンに瞬殺され、僅か5コマで出番を終えた。
ダイゲルン
ウル忍連載100回記念回に突如として鶴亀の国に襲来した巨大怪獣。
ドラキュラス
怒愚魔党の首領。
バルタン兄弟
乱暴者で豚の鼻のような口が特徴の兄バルタンビアンコと冷酷でポンチョを纏った弟バルタンネーロからなる兄弟。

## 用語・アイテム

### 技・術
スペシウム光線
マンの光線技。敵忍獣へのとどめとして使われる。
八つ裂き光輪
手裏剣のように相手めがけて放つギザギザの付いた円盤。原典同様に敵を切り裂く。大量に投げるパターンもある。
バカ忍法
マンが使用する、バカげていたり、ふざけた技の数々の事。
ウルトラ医術
タロウの得意技。医術を学んでいたタロウが医療技術を忍術に応用したもの。
解剖バラバラの術
タロウの医術の中で代表的な技で、メスを使い相手をバラバラに分解する。バラバラにされても、相手はなぜか生きていることがある。止めとして多用された。
無宿殺法
エースの使う剣術。
バーチカルギロチン
エースの得意技の一つ。巨大な怪獣をも、切り裂くほどの威力を持つ。
盗術
レオの得意技。盗みの腕をいかんなく発揮し、相手から物を奪う。
技盗み
レオが相手の技を奪い、使える術。主に、マンからスペシウム光線を奪って使用する。
ティガマジック
ティガが得意のマジックを戦闘の忍術に応用したもの。忍者試験でマンがティガに独自の技を求めた際、咄嗟に生まれたもの。
鳩を出すような無害な物もあれば吸血植物スフランや大量のウンコを出すなど危険な物もある。
朧忍法
朧党関係者が使う忍術。悪の組織らしく、ズルくて卑怯なモノが多々ある。
強力な物もあるが、金銭や食べ物で相手を釣るだけだったり、本人が元々使える光線技を忍法と主張しており、本編や単行本のキャラ紹介でどこが忍法なんだと言われることも多々あった。

### 武器
手裏剣
忍者が使う基本的武器。投げて攻撃する。敵味方問わず、様々なキャラクターが使用。
不格好な手裏剣
マンとセブンが修行時代、マンが作った手裏剣。不格好でそれを笑ったセブンと喧嘩の原因となったが、敵に捕まり、窮地に立たされたセブンを助けるのに使用され、今ではセブンがマンとの友情の証にと大切にしている。
刀
エースの得意武器。他のキャラクターも使用する。
クナイ
手裏剣同様、忍者の基本武器。手裏剣のように投げたり、手に持って戦う。
焼き鳥のクシ
セブンが使用。本来は焼き鳥用のクシだが、手裏剣のように投げて攻撃にも使う。
ヌンチャク
朧党の雇った用心棒との戦いでティガが使用。相手の暗器対策で、マンのアドバイスで使用した。

### 沸苦の発明品
偽セブン
セブンの偽物。セブンに汚名を着せウル忍から追われるように全国から科学者を集め、数日かけて作ったが、ダンボールで出来た子供の工作以下の頭を冠るだけの、どこに時間と手間をかけたのか不明な代物だった。実際に沸苦がかぶり使用したが、全くセブンとして通用しなかったが、マンにだけは通じていた。
日焼けライト
沸苦の発明品。一見懐中電灯のようだが、光に当たると、全身真っ黒に日焼けしてしまう。朧党が国中の人たちを日焼けさせ、日焼けを落とせるクリームを販売し、ぼろ儲けしようとした。エースを日焼けするときは、途中で電池が切れたため、体の半分だけ日焼けした状態になってしまった。
日焼け落としクリーム
日焼けライトによる日焼けを落とせるクリーム。ライトとセットの、沸苦の発明品。1個2万円（期間限定でもう1個付いてくる）。
恐竜戦車
レースのために作られた。
赤ちゃん薬
飲むと赤ん坊になってしまう薬。ジュースに混ぜてマンたちに飲まされた。飲まなくても、体にかかるだけで赤ん坊化してしまう。
石化ライト
日焼けライト同様、懐中電灯のようだが、光を当てると当てた物を石にしてしまう。まともな発明だが冥府羅州に、「石になるのは在り来たり」・「ギャグ漫画らしいユーモアが無い」という理由で却下されてしまった。AMラジオ付き。
石化ライトII
石化ライトの別バージョン。使うと使った本人が石になってしまうという代物。面白いが、冥府羅州に「自分が石になっては、征服出来ない」と言われ、やはり却下された。
ねんビラ銃
上記石化ライト2種が却下された後に作られた発明品で、ねんどにしちゃうぞビームライト光線銃の略。光を当てると当てた物を粘土にしてしまう。冥府羅州は面白い発明品だと採用し、ウル忍を粘土化することに成功するが、粘土なので胸を刀で貫かれようが頭を切り落とされようが痛みはなく死ぬこともないという欠陥が判明し、結局勝てずに終わった。沸苦によると、戻す方法は無いとのこと。
おねしょ薬
おねしょしてしまうようになる薬。おねしょ集団のうわさを立て辱めて、アパートからマンたちを追い出すため、水道に仕込んでいた。たとえ水分を控えていてようが、オムツをしていようがしてしまう。なぜか、一緒に住んでいるアミアや21には影響なかった模様。また、マンは尿だけでなく、便も共に漏らしてしまっていたが、その後の調べで、便には作用しないらしい。
ノビール銃
光線を当てると無機物・有機物問わず何でも伸ばせる。ダイヤルをマイナスに合わせれば元に戻せる。
どんロボウイルス
感染者の体内を機械化させるウイルス。

### 場所
寿城
将軍ウルトラの父の居城。戦いに巻き込まれるなどの形で度々破壊される。
闇の邪法編で左のツノに木の妖邪符が隠されていたことが明らかになる。
幽鬼ヶ原
作中でよく戦いに使われる平原。一度マンから「何で毎回幽鬼ヶ原なんだ!?」と突っ込まれたことがある。
もずく谷
幽鬼ヶ原についで登場する機会の多い場所。常に霧が立ち込めている。

### 店・施設
めひらすバーガー
朧党が悪事の片手間に開いたハンバーガーショップ。思いのほか繁盛していたが、事件がなくて退屈していたマンに爆破され潰されてしまった。
オンボロ長屋
エースが住んでいる長屋。その名の通り、オンボロでくたびれている。
連載後期にエースの火の不始末で、火災が起き、エースの部屋が燃え落ちてしまった。
鶴亀国立忍者小学校
タロウたちが通っていた小学校。現在は廃校になり、幼稚園になっている。
幼稚園
忍者小学校の跡地に作られた幼稚園。
朧忍者小学校
冥府羅州が作った学校。生徒には悪いことばかりを教えており、悪事をしても怒られない自由な校風。実態は生徒を洗脳して党員にするための施設だった。周りは刑務所のように高い塀で囲まれている。
ゾフィール
ゾフィーが経営する、ファミリーレストラン。副業としてオープンするも、開店以来一人も客がなく、潰れかかっていた。人通りが多い場所で立地条件も、外見もいい店だが、実は店のどこにも入口が無く、入ろうにも従業員すら入れない致命的な欠陥のある店舗だった。それに気づき、入口を作り客が押し寄せたが、実は料理人を雇うことすら忘れていたため、マンたちが成り行きで働かされることとなり、さらに食材の調達すら怠っていたせいで変なものばかり出すため客足は遠のいた。一度はエースが紹介した大工をコックに迎え（「物を作るプロだから」という理由で、大工道具を使って見事な料理を完成させる）、店は繁盛するものの、その後は再び倒産の危機に直面しマンたちの給料を騙してネコババし、経営に投資するも嘘がばれ、結局潰れた。しかしゾフィーは再建を諦めていない模様。
レンタルビデオダンガー
ダンガーが経営するレンタルビデオ店。一年間ビデオを返却しなかったマンたちに隕石を使った督促状を送りつけた。元々の店舗は鶴亀の国にあったが、ビデオを借りていた一年の間に地球を離れギラノン星に移転してしまったため、マンたちは宇宙へ飛ぶことになってしまう。途中で朧党の妨害に遭いながらも閉店1秒前に返却することができた。
世界の土
マンが借りたビデオ。世界各国の土の断面が流れる。が、全面的に全く変わり映えしない内容で、タロウとエースには大不評だった。なお、帰り際にマンは、新たに「世界の砂」という、似たようなビデオを2人に気づかれずに借りていた。
世界の脳みそ
タロウが借りたビデオ。世界各国の人々の脳みそが流れる。作者ミドーや、かみやたかひろの脳みそも日本人とは別に収録されており、マンは面白がっていたが、エースには「あっしは気持ち悪いでやんす」と不評だった。
世界の美女100人のヌード…の足の裏
エースが借りたビデオ。世界各国のヌード美女の足裏が流れる。中には怪獣（美女）の足裏もある。エースはかなり興奮しており、マンに変態呼ばわりされた。
HOTELみそ味
マンたちが旅行で行った温泉宿のホテル。旅行中、殺人事件が発生し、マンが容疑をかけられた。
77話でも連載77回目記念の旅行で再びマンたちが利用したが、一度来た場所でしかも殺人事件が起きた場所でちっともめでたくないと、幹事のマンは非難されたが、宿泊代が格安だったため、大人連中は納得した。
ウツボの間
殺人事件が起き、宿泊客の会社員が殺害されたHOTELみそ味の一室。警察が引いた、死体の周りの白線がまだ残っており、怪奇現象が起きる完全な曰く付きの部屋となっている。
鳥七
セブンがアミアと切盛りしている焼き鳥屋。評判は良いようで、登場する際は客で賑わい繁盛していることが多い。のちの作者の作品、「BBD」や「ウサ探」にも登場している。ツケは不可。
初めて登場した回で、マンが酒を飲むシーンが描かれたが、ウルトラマンが酒を飲むのはダメと、円谷プロから注意され、以降作中での飲酒はNGとなったらしい（それ以前の、単行本3巻の正月の話では、酒盛りしているシーンがある）。
剛武館
ダイナが館長を務める道場。エースの長屋同様、オンボロ。賃貸。
最初は門下生がティガ1人だったのでダイナは家賃・食費などのヤリクリに頭を悩ませていたが、荒神流との一件の後に増えたので解消された模様。
ラーメン優優
轟万蔵の経営するラーメン屋。毎日行列が出来るほど大繁盛している。人気の秘訣は秘伝のスープ。
朧党ダーメン
優優に対抗して朧党が開いた。しかしまともにラーメンを作れる者がいなかったため、ひどく不味く全く駄目な品ばかりが出来た。そこで冥府羅州は「意外なものが流行る世の中だから」と開き直り、ダメなラーメン「ダーメン」と名付け、一本しか麺が無い「一本ダーメン」（極太麺と極細麺の二種類が存在する）、無数の豚足が入った豚骨ラーメンならぬ「豚足ダーメン」、チョコレートをとぐろ状にして麺に乗せた味噌ラーメンならぬ「うそダーメン（決して「くそダーメン」ではない）」などと種類を増やして売り出した。…が、当然ながら全くウケなかった。その後、グルメ番組に最低ランクを与えられるほどに酷評されたことでさらに悪評が広まって、客が一人も来なくなる。起死回生とばかりに万蔵さんの秘伝スープを盗むが、それもウル忍たちに奪還され最後は閉店に追い込まれた。
つるかめ荘
連載百回記念で怪物が町を破壊し敵味方共々住処を失ったマンたちのために、将軍が提供した公営アパート。マン・ティガ・レオ・タロウのように共同生活をしている者もいれば、セブン一家のように家族で住んでいる者もいる。
基本的に六畳一間だが、朧党は冥府羅州・沸苦・怪夢瑠たち全員で12人住まいでありなが彼らだけ四畳半だった。
牛七
偽セブンが経営しているステーキハウス。
バカ丼屋
変わったどんぶりメニューばかり出している店。常連のマンとエースには喜ぶほどの美味さだが、まともな味覚のタロウたちには悶絶するほどの不味さだった。
値段はどのメニューも一品につき10円。偶然立ち寄った将軍を怒らせて閉店の危機に追い込まれる。命令を取り消させるために奮闘するが、結局は納得させる味を作ることができず閉店になる。
閉店後、主人は納得させる味を作り出すことを誓って修行の旅に出た。

### 重要アイテム
のんまるとの鐘
全て集めると「サイ（犀）コージャ（蛇）ゾウ（象）」となって神の力を手に入れられる「のんまるとのパンティ」の在り処に導いてくれる3つの鐘。「ゾウの鐘」は江戸の国に、「ヘビの鐘」は邪鬼一族にそれぞれ伝わっており、「サイの鐘」はなぜかたまたま立ち寄った店のガシャポンから出てきた。どの鐘も鳴らすと「げよ～ん」「がろ～ん」などと非常に不快な音がする。ゾウとサイの鐘は揃った時に共鳴しあい、その音を不快に感じたマンに破壊される。その後、マンが復元するも、パーツが混じって「ゾイ」と「サウ」の妙な鐘になってしまう。それでも力は失われず、ヘビの鐘と一体化して一つの巨大な鐘となり、マンたちをパンティのある塔まで案内した。
のんまるとのパンティ
身につけると神の力が手に入るパンティ。しかし、着せ替え人形用並に小さい。劇中では手の指にはめるだけでも「身に着けた」とみなされるため力が発現した。その際、普通の大きさのパンティになった。裏返しに履くと、攻撃が全て自分に返ってきてしまう。
闇の陰陽五行邪法
この世を生成している5種類の気、「金」「土」「火」「木」「水」の5つで構成されるものの、闇の力。つくかめの国に、それらの力を秘めた邪符が隠されている。全て手に入れると、天変地異を起こせるほどの強大な力が手に入る。
かつてある高僧が、つるかめの国の各地に封印されていたが怨霊党の手によって封印が解かれた。
日輪法
月輪法
陰陽五行とは別の2つの気。いわば、太陽と月のことで地球上にないが、地球の万物に大きな影響を与えている。陰陽五行邪法にこの2つの気を加えることで、一時的に陰陽五行邪法の力を弱体化出来る。

### 食べ物
腐ったまんじゅう
作中でよく登場する、その名の通り腐っていて悪臭を発している饅頭。マンの好物で拾うなどして入手する。否定的なタロウたちに対し、マンは「忍者たるもの、こういうものを食べることで胃を鍛えるんだ」と言い張っていたが、ある時は「あのグチャグチャ感が旨いのに」などと発言していたため結局はただの好みらしい。
毒チョコ
バレンタインに朧党がマンを毒殺するため作った。元のチョコに青酸カリ・ヒ素・トリカブトなどあらゆる毒物から、ネズミの尻尾・汚染したパンツまで混ぜて作ったので、とんでもない悪臭を放っており、巨大怪獣のザンボラーを少量で死亡させるほどの危険性を持つ。
たくあん
梅干し
エースの大好物。毎日食べており、御飯だけでなく、どんなごちそうでも、この二つがないと食べた気がしないというほど。特にたくあんには、異常なまでのこだわりを持つ。
ウル忍のバイト代として毎月支給されている。月「たくあん10本」「梅干し30粒」（お頭にバイト代を減らされていた際は、たくあん1本と梅干し3粒。さらにはたくあんのしっぽと梅干しの種だけ）。アパートで他のウル忍と共同生活をした際には食費として預かった金を全てこの2つにつぎ込んでしまい、袋叩きにあった。
でか薬
飲むと巨大化する薬。ザラガス戦でタロウが急拵えで作ったが、効果は本物。
100年ものの納豆
その名の通り、100年前の納豆。豆が溶けてしまっており、完全に原型を留めていない上にとてつもなく臭く、臭いを嗅いだだけで気絶してしまうほどの悪臭を放つ。珍品で将軍に送られたが、朧党が狙っており、忍獣が送り込まれたが、無事将軍のもとに届いた。しかし、臭すぎたのでそのまま捨てられた。
焼き鳥
セブンの経営する鳥七の焼き鳥。
焼き鳥定食
鳥七の定食メニュー。焼き鳥5本・味噌汁・冷ややっこ・漬物が付いて500円。下記の5円定食が生まれるまでは、鳥七の定食の中で最も安かった。
5円定食
給料を削られたマンがセブンとの交渉の末に作らせた激安定食。内容は焼きネギ2個と焼き鳥のタレがかかったご飯30粒。当初セブンは10円で出そうとしたが、マンは「割り箸使わないから」と5円にまけさせた。セブンは1日3食これで乗り切ろうとしたマンの体調を心配していたが、その後さらに量が半分まで削られた2円定食まで登場（もちろん割り箸なし）、普段は支払いにシビアなセブンも「冗談じゃなく本気で死ぬぞ！」と声を荒らげていたが、マンは「ほっといてくれ」とやけになっていた。
秘伝のスープ
万蔵のラーメンの旨さの鍵となっているスープ。毎日継ぎ足して使っているため、完全に無くなると再現は不可。
ふすましゃぶしゃぶ
エースが自分の住む長屋の襖を破いて、しゃぶしゃぶのようにタレを付けて食べるという代物。エースはこれのおかげで健康と言っているが、ティガからは太るわけないといわれる。
不死鳥の卵
その名の通り不死鳥が産み落としたとされる卵で、これを飲んだ者は不老不死が約束されると伝わっている。マンは当初「腐老腐死」と変換し「飲んだらなんかグチャグチャに腐って死ぬ」と解釈していた。将軍がコネで手に入れた。卵は2個あったが1個は将軍が飲み、もう1個を誰かにやると言ったことで国全体を巻き込んだ騒動を引き起こした。将軍は国民に不死身をアピールするため、大量のダイナマイトを口にくわえて自爆したり城の屋根から飛び降りたりと滅茶苦茶なパフォーマンスを披露していた。最終的にマンが飲もうとしたところで卵が孵化、実は不死鳥ではなくプテラノドンの卵だったことが判明し騒動は収束したのだが、そうとは知らない将軍が最後のパフォーマンスである「将軍まっぷたつ」と称した人体切断に挑戦しているところで話は終わった。
チョコ玉丼
溶かしたチョコレートと生卵を掻き混ぜたどんぶり飯。
たくあん丼
たくあんを乗せ大量の漬け汁をかけたどんぶり飯。
イントロ丼
煮込んでとろけたインゲン豆に加えて味付けの酢を大量に注いだどんぶり飯。
特大サイズの超イントロ丼も存在する。
カレー丼
ワサビ、カラシ、タバスコ、赤唐辛子、豆板醤、七味唐辛子といった香辛料を大量にトッピングしたどんぶり飯。
エチゴジャム
越後から取り寄せたもち米で捏ねた餅を暗く湿気の多い場所に長期間放置してドロドロに変化した物。
なお、主人曰くジャムをトッピングした食パンを始めたのは客足が鈍ったためとのこと。
イタリア丼
閉店命令を出した将軍を納得させるために用意した特製のメニュー。
日本一の職人渋谷善衛門が作った板チョコ、幻と言われた高級茸リキミクソダケに加えてアイスの当たり棒を刺したどんぶり飯。
名前の由来は板チョコの「イタ」、リキミクソダケの「リ」、当たり棒の「ア」を並べた物。

### その他
天神岩
もずく谷にあるしめ縄を施され祀られた岩。連載初期からたまに登場していたが、闇の邪法編で、陰陽五行邪法の一つの火の妖邪符が隠されている事が判明した。そのため、最後は怨霊党に砕かれ、破壊されてしまった。
黒塚
幽鬼ヶ原にある塚。天神岩同様、陰陽五行邪法の一つの土の妖邪符が隠されていたため、怨霊党に破壊された。
忍者免許
忍者の証である免許証。これがないと、正式な忍者とは認められない。無免許の忍者は捕らえられて死刑になる可能性もあるという。有効期限があるが、本人以外でも更新できる模様（マンがセブンの免許を更新していたため）。
本編では、ティガが半人前であるためと、下半分のない状態で所持していた（その後、試験や実戦で1/4・1/8と足りない分を獲得し、最後は全て揃えられた）。後にマンも、お使いをティガに押し付け危険な目に合わせたとして、半分没収され、見習いに格下げされた。しかし、マンの免許はこれ以降登場していないため、マンが見習いから格上げになったかは不明。
紛失するなどして失っても、再び試験を受けて合格すれば再び発行してもらえる。
免許試験
免許をもらうために必要な試験。試験内容は、定められたルールのもとで受験者同士が実戦で戦い、規定数勝ち抜けば合格となる（作中では3勝）。
作中では、忍術が使えるカメが受験しており、忍術を使える者であれば人でなくても受験可能。
タタミカー
エースの愛車。レンタルビデオの話で「ポインター」という名前があることが判明。畳の車体に釜の蓋を車輪として接続しており、運転席と思しきスペースにはちゃぶ台が置かれているが、ハンドルもアクセルもブレーキもない。動力はヤカンで、どのような原理で動いているのかは不明。ちゃぶ台の上に置かれているタクアンと梅干しを操作することで加速やワープといった機能を使うこともできるなど、意外と高性能である。動力は蒸気や煙が出るものならば何でもいいらしく、加湿器や蚊取り線香を非常用の動力として使っている。櫃保°痢斗がエースを真似て強奪した畳で試したが、なぜか動かすことはできなかった。
レースの話で初登場して以降何度か使用されており、一人用の「携帯タタミカー」や畳を何両も連結させた「タタミ列車」も登場した。
登場を重ねるごとにタイヤ、ちゃぶ台が無くなってシンプルになっていき、最終的にはヤカンすらも無くなり、完全な空飛ぶ畳と化した。
スペースシャトル
朧党が正月を無くそうと太陽を袋で包んだ時、太陽を助けるため、忍小の児童たちが作った。きゅうりの空きの段ボールで出来た、完全に工作レベルの代物。しかし、エースが強力なエンジンを積めば飛ぶと言い、タタミカー同様、ヤカンを取り付けると本当に宇宙まで飛んだ。
ミド―販売機
外見は普通の自動販売機だが、硬貨を入れるとミド―が出てくる。ティガがジュースを飲もうと利用するがミド―が出てきてジュースの絵を書いて渡し、怒ったティガに袋叩きにされた。元ネタは、へろへろくんの同ネタより。

## 備考
- 江戸時代を元にした世界観となっており町人の格好や町並みは時代に合わせてあるものの、時代考証はあまりされておらず、その当時は存在しないはずの電化製品や建築物、現代の飲食物が登場する。
- 一度登場した忍獣が、再登場するということは多いが、体を切断されたり、生贄にされるなどの手段で死亡したといえる忍獣が何事もなかったかのように、再登場するということも多い。
- ウル忍の詰所はかつては山奥にあった「ウルトラの里」だったが、いつのまにか、ゾフィーのお屋敷になっている。
- にせウルトラマンレオ（実は寝返った本物）が出た際や、饅頭忍獣マンジュロン（タッコングに着ぐるみを被せたもの）が登場した際の、「そんなキャラいたっけ」発言から、元ネタにないキャラを使うのは禁じ手らしい。事実、ガイアの両親についての回想シーンにて「ガイアの父と母は、テレビの『ウルトラマンガイア』には出てきません」という注釈もある。そのためティガの父、冥府羅州の母は顔が描かれなかった。オリジナルの設定に関しても同様で最終的に了解を得たものの、エースの故郷に住む彼と同じデザインの頭部を持つ種族や、21がセブンの息子として登場することも当初は反対されていた。
- バルタン星人など、名前に星人がついている忍獣がいても別の惑星出身という描写は無い。
- 『ウルトラマンダイナ』第13話「怪獣工場」にて、本作品の単行本が劇中の小道具として登場している。
- 『超』の単行本は4巻で廃刊になっており、続編の『輝』の単行本に一部未収録回が収録された（後に『輝』も廃刊となった）。
- アグル以外も登場させようとはしていたが、結果的に未登場に終わったキャラが存在する。ユリアンはマンやセブンに物怖じせずツッコミを入れる町娘としてデザインも出来上がっており、企画段階でタロウの初恋相手にする案もあった。カミーラ、ダーラム、ヒュドラの三人は円谷から了解を得てデザインが決まり、ウル忍とその三人が絡むストーリーの構想もできあがっていたが、コミックボンボンの改編に伴う形で連載が終了してしまったため、未登場に終わった。原典シリーズの主役キャラだと、ジャックは顔がマンと同じだったこと[60]が未登場の原因だったが、企画段階ではマンとは性格が正反対の双子、仕事をサボるために替え玉として用意したそっくりな顔の町人として登場させるなどの案はあったが結果的にボツとなり、ゼアスは連載当時、出光石油のCMに起用されていたこと[61]が理由で了解を得られなかったため、こちらも未登場となった。
- 有名な怪獣のレッドキングは、温めているうちに連載が終わり、出せずじまいになったらしい。